# Manifest (série de televisão)
Manifest (em Portugal, Manifest: O Mistério do Voo 828; no Brasil, Manifest: O Mistério do Voo 828 ou Manifesto) é uma série de televisão americana dramática criada por Jeff Rake, que estreou em 24 de setembro de 2018, na NBC. A série gira em torno dos passageiros e da tripulação de um avião comercial que repentinamente reaparece após terem sido dados como mortos por cinco anos.
É estrelada por Melissa Roxburgh, Josh Dallas, Athena Karkanis, J.R. Ramirez, Jack Messina, Luna Blaise, Parveen Kaur, Matt Long e Holly Taylor.
Em 18 de outubro de 2018, foi anunciado que a NBC havia encomendado mais três episódios da série, elevando o total da primeira temporada para 16 episódios.
Em 2019, a NBC renovou a série para uma segunda temporada que estreou em 6 de janeiro de 2020. Em 15 de junho de 2020, uma terceira temporada foi confirmada pela NBC, que estreou em 1° de abril de 2021.
Em 14 de junho de 2021, a NBC cancelou a série após 3 temporadas.
Em 28 de agosto de 2021, a Netflix resgatou a série para uma quarta e última temporada de 20 episódios, dividida em duas partes. A primeira parte com 10 episódios foi lançada em 4 de novembro de 2022, e a segunda parte com os 10 episódios finais foi lançada em 2 de junho de 2023.

## Premissa
Manifest começa quando o voo 828 da Montego Air aterrissou em segurança após um voo turbulento, mas rotineiro, e a tripulação e os passageiros ficaram aliviados. Contudo, no espaço de poucas horas, o mundo e seus amigos, familiares e colegas tinham envelhecido cinco anos. Mesmo assim, após o luto dos seus entes queridos e após terem perdido a esperança, seguiram em frente. Agora, diante do impossível, todos recebem uma segunda chance, mas, à medida que suas novas realidades tornam-se claras, um mistério mais profundo desdobra-se e alguns dos passageiros retornados logo percebem que poderia ser por algo maior do que eles jamais imaginaram ser possível. Michaela e Ben Stone investigam o caso por eles mesmos, enquanto têm que lidar com as mudanças ocorridas após o sumiço do voo.

## Elenco e personagens

### Principal
| Ator/Atriz       | Personagem            | Temporadas | Temporadas | Temporadas   | Temporadas   |              |
| Ator/Atriz       | Personagem            | 1          | 2          | 3            | 4            |              |
| ---------------- | --------------------- | ---------- | ---------- | ------------ | ------------ | ------------ |
| Melissa Roxburgh | Michaela Stone        | Principal  | Principal  | Principal    | Principal    | Principal    |
| Josh Dallas      | Benjamin "Ben" Stone  | Principal  | Principal  | Principal    | Principal    | Principal    |
| Athena Karkanis  | Grace Stone           | Principal  | Principal  | Principal    | Participação | Participação |
| J.R. Ramirez     | Jared Vasquez         | Principal  | Principal  | Principal    | Principal    | Principal    |
| Luna Blaise      | Olive Stone           | Principal  | Principal  | Principal    | Principal    | Principal    |
| Jack Messina     | Cal Stone             | Principal  | Principal  | Principal    | Participação |              |
| Ty Doran         | Cal Stone             | Ausente    | Ausente    | Participação | Principal    | Principal    |
| Parveen Kaur     | Saanvi Bahl           | Principal  | Principal  | Principal    | Principal    | Principal    |
| Matt Long        | Ezekiel "Zeke" Landon | Recorrente | Principal  | Principal    | Principal    |              |
| Holly Taylor     | Angelina Meyer        | Ausente    | Ausente    | Principal    | Principal    | Principal    |
| Daryl Edwards    | Robert Vance          | Recorrente | Recorrente | Recorrente   | Principal    | Principal    |

Descrição
- Melissa Roxburgh como Michaela Stone: detetive que trabalha na 129ª Delegacia da NYPD, e irmã de Ben. Ela foi uma passageira do voo 828. Mais tarde, casou-se com Zeke. Ariana Jalia interpreta Michaela mais jovem. Está presente em 62 episódios.
- Josh Dallas como Ben Stone: professor associado da faculdade e irmão de Michaela. Foi um dos passageiros do voo 828. Está presente em 62 episódios.
- Athena Karkanis (1-3ª temporada,[12] convidada 4ª temporada[13])  como Grace Stone: esposa de Ben e cunhada de Michaela e dirige uma empresa de catering. Está presente em 45 episódios.
- J.R. Ramirez como Jared Vasquez: detetive 129ª da Delegacia do NYPD, e ex-noivo de Michaela,  casou-se com a melhor amiga de Michaela, mas divorciou-se após o retorno dela. Mais tarde, Jared foi promovido a tenente da polícia. Está presente em 62 episódios.
- Luna Blaise como Olive Stoneː filha de Ben e Grace, sobrinha de Michaela, irmã gêmea de Cal e irmã mais velha de Eden. Jenna Kurmemaj retrata a jovem Olive. Está presente em 54 Episódios.
- Jack Messina (1-3ª temporada, convidado 4ª temporada) e Ty Doran (4ª temporada[12]) como Cal Stone: filho de Ben e Grace, sobrinho de Michaela, irmão mais velho de Eden e irmão gêmeo de Olive, agora cinco anos e meio mais novo que ela. Cal um foi passageiro do voo 828. Ty Doran interpreta Cal adolescente. Está presente em 54 episódios.
- Parveen Kaur como Saanvi Bahl: estudante de graduação e pesquisadora médica no Hospital Mercy e passageira do voo 828. Ela foi mais tarde recrutada para trabalhar para a força-tarefa Projeto Eureka da NSA, que está investigando o voo 828. Está presente em 54 episódios.
- Matt Long como Ezekiel "Zeke" Landon: (2-4ª temporada; 1ª temporada recorrente), alpinista que ficou preso em uma caverna durante uma nevasca e foi dado como morto por um ano. Ele voltou à vida em uma situação semelhante à que aconteceu com os passageiros do voo 828. Mais tarde, casa-se com Michaela e torna-se a primeira pessoa a vencer sua data de morte, depois de ter salvado a vida de Cal. Colin Critchley interpreta Zeke mais jovem. Está presente em 45 episódios.
- Holly Taylor como Angelina Meyer: (3-4ª temporada) passageira do voo 828 mantida em cativeiro por seus pais religiosos na Costa Rica, após seu retorno. Mais tarde, é resgatada por Michaela e Zeke e levada pelos Stones para viver com eles. Está presente em 31 episódios.
- Daryl Edwards (4ª temporada,[14] recorrente entre 1-3ª temporadas) como Robert Vance, o diretor da NSA que lidera a investigação do ressurgimento do voo 828 da Montego Air. Está presente em 43 episódios.

### Recorrente
- Mugga como Bethany Collins, comissária de bordo no voo 828 e esposa de Georgia.
- Tim Moriarty como Tim Powell, (1,3ª Temporada), vice-diretor da NSA.
- Frank Deal como Bill Daly, (1,3-4ª temporada), comandante do voo 828.
- Malachy Cleary como Steve Stone, (1-2,4ª Temporada), pai de Michaela e Ben e avô de Olive, Cal e Eden.
- Geraldine Leer como Karen Stone, (1-2,4ª Temporada), mãe de Michaela e Ben e avó de Olive, Cal e Eden. Faleceu durante o período de desaparecimento do voo 828.
- Victoria Cartagena como Lourdes (1ª temporada), ex-melhor amiga de Michaela. Casou-se com Jared após o desaparecimento de Michaela.
- Daniel Sunjata como Danny, (1-2ª Temporada), namorado de Grace, que conheceu após o desaparecimento de Ben.
- Olli Haaskivi como Isaiah, (1-2ª Temporada), membro apaixonado mas frágil da Igreja dos Retornados. Começa um incêndio em uma boate para mostrar aos outros que os passageiros do voo 828 são milagres. Morre em flagrante.
- Sheldon Best como Thomas (1-2,4ª temporada), homossexual da Jamaica que Bethany contrabandeou para os Estados Unidos no voo 828.
- Nikolai Tsankov como Marko Valeriev, (1,4ª Temporada), passageiro búlgaro do voo 828. Está entre os estrangeiros sob custódia do Sistema Dinâmico Unificado (UDS) e do projeto Singularity.
- Francesca Faridany como Fiona Clarke (1,4ª Temporada), cientista do voo 828 envolvida nos Sistemas Dinâmicos Unificados e no projeto Singularidade.
- Shirley Rumierk como Autumn Cox, (1,4ª Temporada), passageira do voo 828, com mandados de prisão pendentes. Foi usada pelos superiores de Laurence para descobrir o que Ben sabia sobre o projeto Singularity.
- Elizabeth Marvel como The Major (1-2ª Temporada), a mulher que lidera uma entidade governamental determinada a armar os "chamados" que os 828 passageiros experimentam frequentemente.
- Brandon Schraml como Diretor Jansen, (1ª Temporada), representante da The Major. É encarregado de supervisionar Autumn Cox.
- Jared Grimes como Adrian, passageiro do voo 828. É um empresário que forma a Igreja dos Retornados.
- Leajato Amara Robinson como Danny Clarke (1,4ª Temporada), co-piloto do voo 828.
- Ellen Tamaki como Drea Mikami (2-4ª temporada), a nova parceira de Michaela no NYPD, em substituição a Jared Vasquez. [15] Se torna melhoro amiga de Michaela e posteriormente se relaciona com Jared.
- Andrene Ward-Hammond como Capitã Kate Bowers (2-4ª temporada), a capitã da 129ª Delegacia da Polícia de Nova York e sucessora de Riojas (Alfredo Narciso).
- Ed Herbstman como Troy Davis, (2-4ª temporada), médico que tenta ajudar Saanvi em seus experimentos durante um tempo. Depois é contratado pela NSA para trabalhar com a cauda do avião.
- Garrett Wareing como TJ Morrison (2,4ª Temporada), estudante universitário e passageiro do voo 828.
- Leah Gibson como Tamara (2ª temporada), uma "barwoman" que trabalha em uma taberna frequentada pelos Xers (pronunciado < ek-sers>, são os que fazem X nas casas e veículos).
- Carl Lundstedt como Billy (2,4ª Temporada), irmão de Tamara e um Xer.
- Maury Ginsberg como Simon White (2ª temporada), membro do corpo docente de elite da faculdade que contrata Ben, revelou estar liderando secretamente os Xers.
- James McMenamin como Jace Baylor (2-3ª Temporada), traficante que mais tarde sequestrou Cal como parte de sua vingança contra Michaela por detonar sua operação antidrogas. Depois de desaparecer sob o gelo, ressurgiu 87 dias mais tarde em situação semelhante à ocorrida com os passageiros do voo 828.
- Devin Harjes como Pete Baylor (2-3ª Temporada), o irmão de Jace que auxilia em sua operação antidrogas. Depois de desaparecer sob o gelo, ele ressurgiu 87 dias mais tarde em situação semelhante à ocorrida com os passageiros do voo 828.
- DazMann Still as Kory (2-3ª Temporada) motorista de ônibus aliado de Jace. Depois de desaparecer sob o gelo, ele ressurgiu 87 dias mais tarde em situação semelhante à ocorrida com os passageiros do voo 828.
- Will Peltz como Levi (2-3ª Temporada), arqueólogo da faculdade onde Ben trabalha. Ajuda Olive a descriptografar um pergaminho antigo conectado à data de morte.
- Mahira Kakkar como Aria Gupta (3-4ª Temporada), cientista-chefe da força-tarefa 828 do "Projeto Eureka" da NSA.
- Ali Lopez-Sohaili como Eagan Tehrani (3-4ª Temporada), passageiro do voo 828 com memória fotográfica e jogador de xadrez.
- Lauren Norvelle como Sarah Fitz (3ª Temporada), a filha de Kathryn Fitz, que está procurando por sua mãe.
- Warner Miller como Tarik (3ª Temporada), irmão de Grace.
- Patricia Mauceri como Zimmer (3-4ª Temporada), diretora do Pentágono. Comanda o centro de detenção dos passageiros.
- Brianna Riccio and Gianna Riccio, posteriormente Paisley Day Herrera como Eden Stone (4ª Temporada), filha de Ben e Grace e irmã mais nova de Cal e Olive.

### Convidados
- Joel de la Fuente como o Dr. Brian Cardoso (1-2ª Temporada), chefe de Saanvi.
- Jim True-Frost como Dave Hynes (1-2ª Temporada), reitor.
- Curtiss Cook como Radd Campbell (1,4ª temporada), passageiro do voo 828 e violinista de rua.
- Richard Topol como Harvey Stein (1,4ª temporada), passageiro do voo 828. Harvey via-se como o "anjo da morte", já que três das pessoas a quem ele contou sobre os chamados em uma noite selvagem morreram algum tempo depois. Apesar das tentativas de Michaela para salvá-lo, Harvey pula do prédio, matando-se.
- Julienne Hanzelka Kim como Kelly Taylor (1,4ª temporada), passageira do voo 828.
- Andrew Sensenig como Glen (1-3ª temporada), pai de Evie. Após o acidente que matou sua filha, ele culpa Michaela pelo que aconteceu. Morre de ataque cardíaco na 3ª temporada.
- Simone Elizabeth Bart como Evie (1ª temporada), melhor amiga de Michaela e Lourdes. Quando já adulta, Evie e Michaela vão a um bar onde ela fica muito bêbada e Michaela fica ligeiramente embriagada, Michaela é forçada pelas circunstâncias a levá-la para casa e no trajeto sofre acidente de carro, matando Evie.
- Eva Kaminsky como Georgia (1,4ª temporada), esposa de Bethany.
- Brian Wiles como Laurence Nelson (1ª temporada), funcionário do The Major no Singularity Project.
- Marc Menchaca como James Griffin (temporada 1), criminoso que roubou os coletores e junto com a van afogou-se no rio, mas voltou à vida após 82 horas e 8 minutos.
- Rey Lucas como Dr. Matthews (1-2ª Temporada), colega de Saanvi que trabalha para a The Major.
- Yasha Jackson como Suzanne Martin (2ª temporada), reitora de uma faculdade e velha amiga de Ben.
- Susan Pourfar como Erika (2ª temporada), esposa de Simon e um Xer.
- Danielle Burgess como Courtney (2ª temporada), ex-namorada de Zeke.
- Rafi Silver como Finn Nowak (2ª Temporada), passageiro do voo 828. Antes de embarcar no avião, ele esteve uma noite na Jamaica com uma mulher, que deu à luz um menino.
- Sydney Morton como Dr. Alex Bates (2,4ª temporada), ex-namorada de Saanvi.
- Lou Martini Jr. como Dibacco (2ª temporada), policial e um Xer.
- Michael Medeiros como Gordon Landon (2ª temporada), pai de Zeke.

## Episódios

### Resumo
| Temporada | Temporada | Episódios | Episódios | Originalmente lançado  | Originalmente lançado   | Originalmente lançado |
| Temporada | Temporada | Episódios | Episódios | Estreia da temporada   | Final da temporada      | Emissora              |
| --------- | --------- | --------- | --------- | ---------------------- | ----------------------- | --------------------- |
|           | 1         | 16        | 16        | 24 de setembro de 2018 | 18 de fevereiro de 2019 | NBC                   |
|           | 2         | 13        | 13        | 6 de janeiro de 2020   | 6 de abril de 2020      | NBC                   |
|           | 3         | 13        | 13        | 1 de abril de 2021     | 10 de junho de 2021     | NBC                   |
|           | 4         | 20        | 20        | 4 de novembro de 2022  | 2 de junho de 2023      | Netflix               |

### 1.ª Temporada (2018–2019)
| N.º geral | N.º na temp. | Título Original Título no Brasil                        | Dirigido por                        | Escrito por                            | Exibição original       | Audiência (milhões) |
| --- | ------------ | ------------------------------------------------------- | ----------------------------------- | -------------------------------------- | ----------------------- | ------------------- |
| 1 | 1            | "Pilot" "Piloto" (BR)                                   | David Frankel                       | Jeff Rake                              | 24 de setembro de 2018  | 10.40               |
| Em 7 de abril de 2013, o voo 828 da Montego Air da Jamaica para a cidade de Nova York experimenta um breve período de turbulência severa. Quando aterrissam, são desviados para o Aeroporto Internacional Stewart em Newbugh, NY. Os passageiros e a tripulação descobrem que a data atual é 4 de novembro de 2018. Mais de cinco anos e meio se passaram enquanto estavam no ar. A policial Michaela descobre que sua mãe morreu e seu noivo, Jared, se casou com sua melhor amiga. Michaela começa a ouvir uma voz que a guia para salvar uma criança de ser atropelada por um ônibus e resgatar duas meninas raptadas. A pesquisadora médica Saanvi descobre que seu trabalho ajudou a salvar centenas de pacientes pediátricos com câncer enquanto ela estava fora. O sobrinho de Michaela, Cal, que sofre de câncer terminal e também estava no voo 828, é candidato ao tratamento. Também experimentando dores de cabeça e ouvindo vozes, o irmão de Michaela, Ben, e o resto dos passageiros e tripulantes retornados são atraídos para a pista de aterrissagem onde o avião está estacionado. Enquanto olham, o avião explode. |              |                                                         |                                     |                                        |                         |                     |
| 2 | 2            | "Reentry" "Reintegração" (BR)                           | Dean White                          | Jeff Rake & Matthew Lau                | 1 de outubro de 2018    | 8.45                |
| A NSA questiona os 20 passageiros e tripulantes do voo 828 que estavam presentes quando o avião explodiu, e eles são instruídos a não discutir suas experiências com a mídia. Ben ajuda o passageiro Radd a entrar em contato com seu filho Adio, que está preso em Rikers Island por um assalto que ele diz que não cometeu. As novas habilidades de Ben o levam a descobrir que o verdadeiro culpado é o filho do dono da loja, e Adio é libertado. Enquanto isso, Michaela evita a esposa de Jared - sua ex-melhor amiga Lourdes. Vendo as muitas mensagens e mensagens de aniversário que Lourdes deixou para ela nas redes sociais durante os anos que ela estava desaparecida, Michaela a alcança e mente que planejava recusar a proposta de Jared antes que o avião desaparecesse. Ben descobre com Olive que há outro homem na vida de Grace. Kelly, uma das passageiras do voo 828, ignora as orientações da NSA e dá várias entrevistas sobre o voo para a mídia. Uma noite, enquanto assistia a uma das entrevistas na televisão, Kelly é atingida por um tiro e morre. |              |                                                         |                                     |                                        |                         |                     |
| 3 | 3            | "Turbulence" "Turbulência" (BR)                         | Paul Holahan                        | Gregory Nelson & Bobak Esfarjani       | 8 de outubro de 2018    | 7.45                |
| Achando que o assassinato de Kelly pode estar ligado ao fato de ela falar, Michaela e Ben visitam a cena do crime. Um dos policiais diz a eles que Kelly estava usando um colar, que desapareceu misteriosamente. Depois, Michaela e Ben conversam com o marido de Kelly, Patrick, e a governanta Christine. A NSA assume o controle da investigação, e Vance tenta obrigar Jared a mantê-lo informado dos movimentos de Michaela. Cal fica chateado ao descobrir que seu ex-melhor amigo Kevin está namorando Olive. Michaela ainda está traumatizada com a morte de sua amiga Evie, que foi morta em um acidente de carro enquanto Michaela estava conduzia um carro, pela qual os pais de Evie, Glen e Beverly culpam Michaela. Ela visita Glen e Beverly e descobre que Beverly tem demência enquanto Glen não está mais com raiva de Michaela. Mais tarde, Michaela enfrenta seu medo de conduzir carros para encontrar Beverly, que se afastou, e a salva de ser atropelada por um carro. A motorista era Christine, que estava com o colar de Kelly. Percebendo isso, Michaela leva Christine para a delegacia. Lá, Christine admite que roubou o colar e que matou Kelly. Michaela diz a Jared que algo mudou nela que ela não pode explicar. Saanvi encontra algo incomum no sangue de Cal e depois no próprio, que geralmente é produzido por um acidente vascular cerebral isquêmico. A NSA assume a custódia do corpo de Kelly. |              |                                                         |                                     |                                        |                         |                     |
| 4 | 4            | "Unclaimed Baggage" "Bagagem Sem Dono" (BR)             | Craig Zisk                          | Laura Putney & Margaret Easley         | 15 de outubro de 2018   | 7.46                |
| Um flashback revela que a comissária de bordo Bethany contrabandeava o namorado de seu primo, Thomas, no porão de carga, e a NSA encontrou suas impressões digitais. Saanvi compara os exames de seu cérebro aos de um paciente institucionalizado e o procura. Ele acaba por ser Thomas. Quando o parceiro de Michaela não está disponível devido a um "cano quebrado", Jared relutantemente segue os instintos de Michaela e eles interrompem a operação secreta do ATF. Jared assume a responsabilidade por sua decisão e é suspenso. Grace descobre que a companhia de seguros de vida pretende recuperar os US $ 500 mil que lhe pagaram após o desaparecimento de Ben e a suposta morte. Ben conhece Danny, ex-namorado de Grace, depois que Olive foi detida por tentar furtar um batom em uma loja de cosméticos. Thomas escapou da instituição e a NSA está procurando por ele. Com a ajuda de Michaela e Saanvi, Bethany interpreta corretamente as pistas da visão de Michaela e eles encontram Thomas. Bethany explica que Leo sumiu dois anos depois que o voo ter desaparecido, não deixando ninguém para conhecer Thomas. Michaela e Saanvi ajudam Bethany a encontrar um lugar seguro no antigo shopping de Kelly Taylor. Robert Vance posteriormente adiciona Thomas como "John Doe" ao seu quadro de Pessoas de Interesse.                                                                                                |              |                                                         |                                     |                                        |                         |                     |
| 5 | 5            | "Connecting Flights" "Conexão" (BR)                     | Amanda Green & Margaret Rose Lester | Tawnia McKiernan                       | 22 de outubro de 2018   | 7.29                |
| Flashbacks mostram como Grace, Olive, Jared, Lourdes e Steve lidaram durante o dia em que o voo 828 desapareceu. O acobertamento de Jared após o incidente faz com que ele seja atracado 10 dias depois graças a Robert Vance. Ben e Cal vão para Coney Island onde Cal repentinamente leva Ben a Thomas, enquanto citava "está tudo conectado", que Ben estava ouvindo em sua cabeça. Bethany é escolhida pela NSA para falar sobre o "John Doe" (o passageiro clandestino), escondido por ela nos Estados Unidos, enquanto sua esposa ajuda Thomas a fugir para uma cabana nas montanhas. Após o conselho do pai, Michaela vai falar com Jared em um bar. Ben e Cal descobrem com a esposa de Bethany, Georgia, que ela foi apanhada pela NSA. Michaela aprende com Ben sobre Cal não só ouvindo vozes como eles, mas ainda tendo habilidades que se manifestam de maneira diferente, fazendo com que Ben se dedique a descobrir o mistério. Na cena final, um flashback mostra Cal olhando pela janela enquanto os passageiros do voo 828 dormem e ele vê algo brilhando do lado de fora e uma voz afirmando que "está tudo conectado". |              |                                                         |                                     |                                        |                         |                     |
| 6 | 6            | "Off Radar" "Fora do Radar" (BR)                        | Félix Enríquez Alcalá               | Matthew Lau and M.W. Cartozian Wilson  | 5 de novembro de 2018   | 6.28                |
| Quando Cal desenvolve uma febre inexplicável e começa a falar búlgaro, Ben conecta sua condição a Marko Valeriev, o passageiro búlgaro no voo 828, que não é visto desde que saiu do hangar. Ele e Michaela revisam imagens da noite em que o avião pousou e viram passageiros carregados para cinco ônibus, mas apenas quatro chegaram ao destino pretendido. O quinto ônibus continha 11 passageiros que eram estrangeiros, não tinham parentes próximos ou eram indivíduos que ninguém relataria como desaparecidos. Os ônibus foram contratados pela Unified Dynamic Systems (UDS), uma grande corporação envolvida em muitos setores. Depois de obter algumas informações de um tradutor, Michaela localiza uma fazenda onde a UDS está fazendo experiências com os 11 passageiros. Ela e Jared são perseguidos por homens armados. Ben confronta Vance sobre os passageiros desaparecidos, acreditando que a NSA está por trás de seu desaparecimento e ameaça contar à imprensa. Embora Vance tenha dossiês sobre os 11 passageiros, mostrando que eles são contabilizados, ele lidera uma equipe para investigar a localização da fazenda. A UDS mudou de local, mas Vance encontra um curativo sangrento que foi deixado para trás por acidente. Quando os experimentos em Marko são interrompidos, Cal recupera-se. |              |                                                         |                                     |                                        |                         |                     |
| 7 | 7            | "S.N.A.F.U." "Batidas" (BR)                             | Michael Schultz                     | Jeff Rake & Bobak Esfarjani            | 12 de novembro de 2018  | 6.10                |
| Desconfiado dos sistemas dinâmicos unificados, Ben assume cargo de baixo nível na empresa de contabilidade da UDS, J. P. Williamson. Navegando em seus registros, encontra informações sobre a passageira Fiona Clarke. Michaela e Jared mais tarde respondem a uma cena de crime em que o tio de um jovem foi morto por um ladrão. O sobrinho, Carlos, reluta em identificar o culpado. Ben e Saanvi conhecem Fiona, que os informa sobre o projeto Singularity e seu trabalho com neurônios-espelho. Ben baixa informações sobre a UDS em J. P. Williamson, mas ele é pego por Vance e entrega o pendrive. Michaela convence Carlos a cooperar e eles agarram o culpado no ato de outro ataque. Mais tarde, Michaela descobre que Carlos recebeu o coração de Evie em um transplante. Vance diz a Powell que Ben não tinha as informações baixadas. |              |                                                         |                                     |                                        |                         |                     |
| 8 | 8            | "Point of No Return" "Beco Sem Saída" (BR)              | Nina Lopez-Corrado                  | Gregory Nelson & Margaret Rose Lester  | 19 de novembro de 2018  | 5.56                |
| Ben e Grace permitem que Cal retorne à escola com Olive ajudando Cal. Depois de receber um chamado "não o perca", Michaela e Jared respondem a uma situação que Harvey, passageiro do voo 828, que salta dum prédio depois de afirmar que é o "Anjo da Morte". Na escola, Cal reconecta-se com seus amigos que agora têm cinco anos e meio de idade e sua presença desperta lembranças antigas entre eles. Vance contata Ben e eles concordam em trabalhar juntos. Eles mandam Fiona visitar seus contatos na UDS e plantar um "bug" no escritório de Laurence Belson. Enquanto faz compras, Grace conhece Lourdes e percebe um kit de fertilidade em seu carrinho de compras. Grace diz a Michaela, que descobre com Jared que três pessoas com quem Harvey interagiu estão mortas por acidentes improváveis. Michaela recebe o chamado "não o perca" novamente. Ben toma emprestado secretamente o crachá de identifiação de seu chefe no trabalho, para pesquisar para onde a UDS pode ter movido os passageiros. Enquanto isso, Vance usa os recursos da NSA para rastrear telefones que estão em áreas conhecidas da UDS. Juntos, eles restringem a pesquisa a um privado. A equipe do projeto Singularity prepara-se para trabalhar em Marko novamente, e Cal sente isso. |              |                                                         |                                     |                                        |                         |                     |
| 9 | 9            | "Dead Reckoning" "Sem Pulso" (BR)                       | Paul Holahan                        | Laura Putney & Margaret Easley         | 26 de novembro de 2018  | 5.97                |
| Quando o voo 828 pousou, Vance descobriu um mandado de prisão para a passageira Autumn Cox e ela foi uma das 11 tomadas pela UDS. No presente, Autumn aproxima-se de Ben dizendo que escapou do projeto Singularity e sabia que ele a ajudaria. Ben convoca Saanvi e Fiona para ajudá-la no esconderijo, onde eles contam a Vance sobre o projeto Singularity e Laurence. Enquanto isso, Laurence demonstra seu experimento em uma transmissão para seus superiores. O Marko é testado com potência aumentada, fazendo com que todos os passageiros reajam. Ao mesmo tempo, Grace descobre que Ben foi demitido de seu emprego. Michaela, Jared, Vance, Ben e Fiona não encontram nada no armazém, mas Cal chega e expõe uma porta escondida. Há um tiroteio e os passageiros desaparecidos são libertados. Vance, Jared e Laurence são pegos em uma explosão acidental. Fiona acompanha os passageiros desaparecidos até um local seguro. Em um hospital com Jared, diz a Michaela que Vance morreu. Grace e Ben decidem que o casamento não está mais funcionando e Ben sai. Privadamente, Autumn usa um telefone celular escondido para contatar os superiores de Laurence e perguntar o que eles querem que ela faça a seguir. |              |                                                         |                                     |                                        |                         |                     |
| 10 | 10           | "Crosswinds" "Vento Cruzado" (BR)                       | Michael Smith                       | Amanda Green & MW Cartozian Wilson     | 7 de janeiro de 2019    | 5.84                |
| Quando Ben deixa o serviço memorial para Vance, ele é abordado pelo podcaster "828Gate" Aaron Glover, que quer entrevistá-lo. Fiona e Saanvi observam que todos os passageiros resgatados têm uma reação idêntica simultânea e providenciam que outros passageiros os visitem para ver se experimentaram fenômeno semelhante. Michaela recebe a visão de uma nevasca e ouve as palavras "encontre-a". Ela e Jared encontram Helen, a esposa dum dos passageiros que acordou com amnésia. Ela diz que seu marido foi abusivo com ela. Autumn fica frustrado com a pressão dos superiores de Laurence sobre ela. Olive convida Danny para jantar, a fim de animar Grace. Ben convence Tim Powell, o subordinado de Vance, a ajudar a encontrar informações sobre "o Major", a figura sombria encarregada dos experimentos com os passageiros. Jared confessa a Michaela que ele ainda a ama, e eles dormem juntos. Como Powell é escolhido pelas pessoas que trabalham para o Major, Autumn é visitado por um dos servos do Major chamado Diretor Jansen, que afirma que o Major quer falar com ela. Cal tem um chamado em que um homem em uma nevasca está segurando foto de Michaela enquanto cita "encontre-a". |              |                                                         |                                     |                                        |                         |                     |
| 11 | 11           | "Contrails" "Rastros" (BR)                              | Marisol Adler                       | Matthew Lau & Bobak Esfarjani          | 14 de janeiro de 2019   | 5.46                |
| Em flashbacks, o capitão Bill Daly e o co-piloto Amuta voam no voo 828 através de uma tempestade inesperada. Em 2018, Vance o acusa de decisões questionáveis. No presente, Bill conta a Ben como ele foi culpado pelo que aconteceu com o voo 828 e o evento o separou de sua família. Michaela contata Amuta, que apoia a reivindicação de Bill, mas voltou para a Jamaica. Bill e Ben se encontram com um meteorologista, Roger Mencin, que suspeita de raios escuros contribuiu para o desaparecimento do voo 828, mas ele foi coagido ao silêncio antes que pudesse compartilhar suas opiniões publicamente. O diretor Jansen pede que Autumn visite Michaela, que está assistindo Cal. Acreditando que ele pode provar que não foi o culpado pelo voo 828, Bill seqüestra Fiona, que ele acredita estar envolvido na conspiração. Bill pilota um avião roubado e Fiona em outra tempestade escura. A Guarda Nacional Aérea afirma que o avião foi abatido, mas a mídia relata que nenhum destroço foi recuperado. Enquanto isso, Michaela descobre que Roger morreu em um suspeito acidente de barco e suspeita que Autumn tenha ouvido uma conversa sobre ele. Grace descobre que Cal está ausente. |              |                                                         |                                     |                                        |                         |                     |
| 12 | 12           | "Vanishing Point" "Ponto de Fuga" (BR)                  | Millicent Shelton                   | Jeff Rake & Gregory Nelson             | 21 de janeiro de 2019   | 5.37                |
| Ben volta para casa e encontra Grace chamada a polícia sobre o desaparecimento de Cal. Michaela apreende Autumn e conhece Ben. Jared diz à polícia que Cal está na casa de seu avô e a busca termina. Encontrando uma pista deixada para trás por Cal, Ben e Grace tentam encontrá-lo em Tannersville, Nova York. A diretora Jansen descobre que Autumn está sob custódia policial e informa a Major, que cancela os mandados para que a polícia não possa segurá-la. Michaela descobre que a filha de Autumn foi adotada antes do voo 828 voltar e o Major prometeu reuni-las. Michaela localiza a filha e Autumn diz aos homens do major, que também estavam procurando por Cal, que seguissem a direção errada. Ben e Grace seguem as pistas de Cal para uma cabana remota. Eles se reúnem com Cal, que saiu de casa sozinho para ajudar um homem na cabana. Logo depois, um alpinista chamado Zeke cai na porta da cabine. Michaela chega e o reconhece desde seu último chamado. Ele diz que se refugiou em uma caverna durante uma nevasca duas semanas antes, em dezembro de 2017. Ben informa que atualmente é dezembro de 2018. Enquanto isso, o Major se muda para um apartamento em Nova York. |              |                                                         |                                     |                                        |                         |                     |
| 13 | 13           | "Cleared for Approach" "Pista Liberada" (BR)            | Constantine Makris                  | Jeff Rake & Laura Putney               | 28 de janeiro de 2019   | 5.54                |
| Zeke não está pronto para retornar à sua vida, levando Michaela a ficar com ele, enquanto Ben e Grace levam Cal para casa. Quando eles se afastam, um tijolo é jogado pela janela da frente com Ben descobrindo um grande X vermelho pintado na porta da frente. Ao obter suprimentos para Zeke, Michaela aprende sobre Chloe, a irmã mais nova de Zeke, que havia morrido anteriormente na mesma área. Jared finalmente conecta a janela quebrada do Stone a Calvin Webber, que administra um site de conspiração sobre passageiros do voo 828. Ben confronta Calvin sem saber que suas ameaças estão sendo transmitidas ao vivo quando a polícia chegou durante esse período. Jared avisa Ben que se isso acontecer novamente, nem ele nem Michaela podem ajudá-lo. Michaela e Zeke seguem um chamado para o memorial de Chloe, onde constroem um monte de pedras para prestar respeito. Enquanto isso, Saanvi diz a Ben que Zeke tem o mesmo marcador de sangue que eles, com base na amostra que ele trouxe para ela. Ao sair do laboratório de pesquisa, ela também encontra um grande X vermelho pintado na porta do laboratório. Grace e Ben começam a se reconciliar. Michaela e Zeke encontram uma pintura de duas pessoas sob três estrelas, assim como um relâmpago escuro se forma no céu. |              |                                                         |                                     |                                        |                         |                     |
| 14 | 14           | "Upgrad" "Revelações" (BR)                              | Craig Zisk                          | Jeff Rake & Matthew Lau                | 4 de fevereiro de 2019  | 5.20                |
| Michela convida Zeke para ficar em seu apartamento, que então tem um chamado sobre um lobo preto, que também é experimentado por Cal. É pedido a Saanvi que trate o marido com câncer de uma mulher desesperada chamada Alice Ciccone, membro da "Igreja dos Retornados", que acredita que os passageiros do voo 828 podem fazer milagres. Quando Saanvi não pode ajudar o homem, Alice a força a continuar com uma arma. Ben acredita que algo aconteceu com Saanvi, localizando um panfleto da igreja que Alice deixou no escritório de Saanvi. Michaela admite seu caso com Jared em Lourdes. Ben e Michela vão para a casa de Alice, onde encontram e resgatam Saanvi. Adrian, o líder da Igreja dos Retornados e passageiro do voo 828, admite a Ben que ele não acredita no que está pregando. O diretor Jansen relata ter visto Ben durante uma reunião da igreja com o major. Michela visita Lourdes apenas para descobrir que ela deixou Jared. Cal chama o chamado de Zeke, mostrando o lobo com Michaela. Uma van de fuga de um assalto é puxada do East River, três dias após o acidente, que Michaela é designado para investigar. Quando ela abre a porta, o motorista investe contra ela, ofegando por ar. |              |                                                         |                                     |                                        |                         |                     |
| 15 | 15           | "Hard Landing" "Aterrissagem" (BR)                      | Claudia Yarmy                       | Bobak Esfarjani & Margaret Rose Lester | 11 de fevereiro de 2019 | 6.03                |
| Em um flashback, James Griffin mata dois guardas e seus dois cúmplices durante um assalto. No presente, James é levado para o hospital onde Saanvi trabalha depois de ser retirado da van de fuga. Griffin tem um chamado sobre uma ameaça de bomba que é ouvida por Michaela, Jared, Ben e Zeke, mas ele é sedado antes que eles possam aprender mais. Saanvi encontra o marcador de sangue em Griffin, e eles percebem que ele e sua van estavam desaparecidos por 82 horas e 8 minutos. Este foi um comentário negativo de Calvin Webber. Michaela explica as ligações para Griffin, que decide oferecer o que sabe ao FBI em troca de uma sentença reduzida. Enquanto isso, Saanvi desenvolve sintomas de TEPT em resposta ao incidente com Alice. Zeke é preso enquanto tenta invadir uma casa, que ele diz que Michaela pertence à sua mãe. Midtown Manhattan usando as informações que ele fornece. Depois, Michaela tem outra visão do lobo preto. |              |                                                         |                                     |                                        |                         |                     |
| 16 | 16           | "Estimated Time of Departure" "Horário de Partida" (BR) | Dean White                          | Jeff Rake & Amanda Green               | 18 de fevereiro de 2019 | 5.36                |
| Griffin é libertado da custódia da polícia. Michaela, Ben, Saanvi e Zeke ouvem um chamado dizendo "Pare ele". Suspeito de Zeke, Jared pede ao colega Tony Diaz que o siga. Diaz vê Zeke comprar algo em um beco. Michaela e Ben confrontam Griffin momentos antes de ele revelar os chamados em um programa de entrevistas na TV. Zeke está planejando atirar e matar Griffin para obedecer ao chamado. De repente, Griffin vomita uma quantidade enorme de água, essencialmente se afogando em uma calçada seca. Olive e Ben calculam que Griffin morreu oitenta e duas horas e oito minutos depois que ele voltou - o mesmo período em que ele se foi. Ben calcula que todos os passageiros do voo 828 morrerão em 2 de junho de 2024, com Cal confirmando que ele teve uma visão de suas mortes. Grace diz a Ben que está grávida, mas provavelmente Danny é o pai. Dr. Matthews recomenda uma terapeuta para Saanvi para seu TEPT, mas a terapeuta acaba sendo a Major. Jared confronta Zeke no apartamento de Michaela, acreditando que ele comprou drogas no beco. Quando Zeke revela que na verdade comprou uma arma, Jared e Zeke se envolvem em uma briga. Quando Michaela retorna ao seu apartamento, a luta desencadeia um tiro disparado da câmera. |              |                                                         |                                     |                                        |                         |                     |

### 2.ª Temporada (2020)
| N.º geral | N.º na temp. | Título Original Título no Brasil                        | Dirigido por     | Escrito por                            | Exibição original       | Audiência (milhões) |
| --- | ------------ | ------------------------------------------------------- | ---------------- | -------------------------------------- | ----------------------- | ------------------- |
| 17 | 1            | "Fasten Your Seatbelts" "Apertem os Cintos" (BR)        | Joe Chappelle    | Jeff Rake                              | 6 de janeiro de 2020    | 4.77                |
| Enquanto a família Stone se recupera de um tiroteio devastador, eles são atingidos por um chamado, enviando Ben em uma missão para localizar dois passageiros do voo 828 que desapareceram misteriosamente. Grace lida com sua nova gravidez, a Major tenta apertar ainda mais o inconsciente de Saanvi, enquanto o relógio na vida dos 828 continua marcando para zero. |              |                                                         |                  |                                        |                         |                     |
| 18 | 2            | "Grounded" "Na Pista" (BR)                              | Claudia Yarmy    | Jeff Rake & Laura Putney               | 13 de janeiro de 2020   | 3.49                |
| Ben forma uma aliança com um estudante universitário isolado do voo 828, cujos chamados descobriram um crime violento ou o ajudaram a cometer um. Enquanto Saanvi se esforça para continuar sua pesquisa sobre a Data de Morte e Grace faz uma descoberta surpreendente sobre sua gravidez. |              |                                                         |                  |                                        |                         |                     |
| 19 | 3            | "False Horizon" "Falso Horizonte" (BR)                  | Nathan Hope      | Jeannine Renshaw & MW Cartozian Wilson | 20 de janeiro de 2020   | 3.64                |
| Olive continua a frequentar a Igreja dos Retornados, que se tornaram mais fervorosos em suas crenças, enquanto Michaela luta por Zeke no tribunal. Ciente de que alguém está passando sua pesquisa para o major, Saanvi arma uma armadilha e identifica uma toupeira em seu hospital e seu terapeuta como o vazamento. Trabalhando com Ben e Vance, Saanvi identifica The Major como a major-general do Exército dos EUA Kathryn Fitz, especialista em guerra psicológica com trinta anos em operações secretas. Enquanto isso, Michaela ajuda Zeke a ser libertado da prisão e Grace falha em cumprir um chamado quando se trata de uma mulher chamada Erika e uma gárgula.. Ben é oferecido um emprego na faculdade de TJ, mas o professor contratado Simon White tem uma motivação secreta e sinistra, pois Erika é revelada como sua esposa. Em seguida, mostra as esculturas de gárgulas na faculdade. Irritado com Michaela, Jared se conecta com um barman chamado Tamara, cujo bar é frequentado pelos Xers, o grupo que assedia os 828 passageiros. |              |                                                         |                  |                                        |                         |                     |
| 20 | 4            | "Black Box" "Caixa-Preta"                               | Sherwin Shilati  | Simran Baidwan & Bobak Esfarjani       | 27 de janeiro de 2020   | 3.72                |
| Michaela e Zeke compartilham uma ligação que os leva a um banco que está sendo assaltado. Michaela reconhece o atirador como um passageiro 828 chamado Logan Strickland que compartilhou a data da morte. Eles tentam acalmá-lo e convencer a ESU esperar enquanto eles garantem que ele entre no cofre que procura. Ao mesmo tempo, Ben e TJ trabalham em um chamado separado que os leva ao irmão de Logan, Frank. Frank tem a chave do cofre e Ben o leva ao banco. Dentro da caixa há uma bússola com uma bala que salvou o avô de Logan e Frank durante a Segunda Guerra Mundial. Logan acredita que isso também salvará sua vida, e ele o entrega a Michaela por segurança enquanto ele estiver encarcerado. Tendo aprendido sobre a data da morte, TJ fica chateado e Olive o leva à Igreja dos Retornados em busca de esperança. Após o incidente no banco, Jared encontra Tamara para um encontro. Enquanto isso, o major percebe que ela foi exposta e roubou a pesquisa de Saanvi do laboratório e de sua casa. |              |                                                         |                  |                                        |                         |                     |
| 21 | 5            | "Coordinated Flight" "Voo Coordenado" (BR)              | Marisol Adler    | Campos de Matthew Lau e Marta Gené     | 3 de fevereiro de 2020  | 3.55                |
| Olive é a única testemunha quando Xers vandaliza a Igreja dos Retornados e ataca um membro, e Ben recebe um chamado para "salvá-la". Enquanto isso, o carro de Grace é forçado a sair da estrada por outros Xers. Nos dois casos, a polícia descarta a seriedade dos eventos porque as vítimas são passageiros e os ataques parecem aleatórios. Enquanto são tratados no hospital, Ben e Grace descobrem que seu bebê é uma menina e assumem que o chamado era sobre ela. Ben e TJ revisam os eventos e percebem que os ataques de Xer foram cuidadosamente planejados para desviar a mão de obra da polícia. Olive diz a Michaela o que viu e identifica um suspeito, que direciona a polícia para um local de reunião para Xers. Jared sabe que o irmão de Tamara, Billy, estava envolvido, então ele vaza notícias sobre o ataque e a equipe de ataque de Michaela não encontra nada. Em troca, Jared é apresentado a Simon White, o organizador dos Xers. Enquanto isso, Zeke tenta fazer as pazes com Courtney, uma mulher que ele enganou como viciado. Ela inicialmente o rejeita, mas depois se identifica com Michaela como a esposa de Zeke. Olive diz a seus pais sobre visitar a Igreja dos Retornados, Ben diz a Adrian para ficar longe de Olive.                                                                                                |              |                                                         |                  |                                        |                         |                     |
| 22 | 6            | "Return Trip" "Viagem de Volta" (BR)                    | Mo Perkins       | Laura Putney e Margaret Easley         | 10 de fevereiro de 2020 | 3.70                |
| Ben e Michaela descobrem que Saanvi está tentando tratamentos experimentais consigo mesma. Courtney pede ajuda com uma grande dívida com um traficante de drogas perigoso chamado Lucas. Zeke e Michaela tentam pegá-lo em uma operação de picada. Michaela encontra comprimidos escondidos na navalha de Zeke. Ben e Saanvi compartilham um chamado sobre um garoto chamado Theo, que eles descobrem ser o filho ilegítimo de 828 passageiros, Finn Nowak. Quando eles se encontram com Theo, Saanvi reconhece sinais de insuficiência hepática no garoto e Finn é uma partida de doadores. Enquanto isso, Olive e TJ pesquisam um tarô antigo O deck conectado a um chamado e descobrir que seu criador era um navegador chamado Al-Zuras. Grace é convidada a participar de uma matéria de revista sobre o primeiro bebê 828. No bar de Tamara, Jared informa Billy como o retorno de Michaela começou a afetar sua vida. Saanvi experimenta a si mesma novamente, desencadeando um chamado compartilhado entre ela, Michaela, Ben e Adrian, envolvendo um avião acidentado e cinzas caindo. |              |                                                         |                  |                                        |                         |                     |
| 23 | 7            | "Emergency Exit" "Saída de Emergência" (BR)             | Jean de Segonzac | Jeannine Renshaw e Ezra W. Nachman     | 17 de fevereiro de 2020 | 3.70                |
| Enquanto Ben e outros tentam entender o chamado e avariado do avião, ele confronta Adrian para discutir sua pregação e a atenção negativa que ela atrai. Olive e TJ compartilham suas pesquisas sobre o criador do baralho de tarô de Al-Zuras com Ben. Michaela confronta Zeke sobre as pílulas que encontrou, mas ele afirma não saber sobre elas. O experimento mais recente de Saanvi resulta na eliminação da mutação. Enquanto isso, numerosos 828 passageiros são convidados para um evento no clube onde Isaiah trabalha, com uma oferta de champanhe grátis. No entanto, foi revelado que o champanhe foi cravado com ácido gama-hidroxibutírico. Logo após Cal repetir o chamado para "salvá-los", Isaiah trava as portas do clube e começa um incêndio para provar que os 828ers são milagres. Enquanto Ben, Michaela, Zeke e Jared conseguem tirar várias pessoas, vários passageiros sem nome 828 morrem do champanhe ou do fogo enquanto TJ se joga em cima de Isaiah. Adrian, perturbado, se afasta do fogo. |              |                                                         |                  |                                        |                         |                     |
| 24 | 8            | "Carry On" "Siga em Frente" (BR)                        | Nicole Rubio     | Jeff Rake e Simran Baidwan             | 2 de março de 2020      | 3.64                |
| Olive ainda está arrasada com os eventos da boate. Após uma reunião de Xer, Simon aconselha Jared a ficar de olho em Billy, pois ele pode ser um canhão solto. Michaela e Drea testemunham Jared saindo do bar e beijando Tamara. Depois que Drea se infiltra no bar e interage com Billy, Michaela descobre que Billy teve alguns registros de prisão. Como a boate em ruínas é usada para memoriais, o último chamado de Ben o leva a um centro de mediação zen. Quando ele traz Olive, outro canto chamado os leva para o subsolo, onde eles encontram TJ ainda vivo no subsolo. Com um mandado do juiz Trilling, Michaela secretamente planta um inseto no bar, obtém evidências de que Jared está trabalhando com os Xers e o entrega a Bowers. Bowers compartilha as informações em particular com Jared. Saanvi beija seu ex-amante e colega médico, Alex, em um parque. Alex, que é casado, |              |                                                         |                  |                                        |                         |                     |
| 25 | 9            | "Airplane Bottles" "Garrafas de Avião" (BR)             | Ramaa Mosley     | Matthew Lau e MW Cartozian Wilson      | 9 de março de 2020      | 3.67                |
| Quando Zeke vai ver Saanvi sobre o congelamento que está desenvolvendo lentamente, ele descobre que Saanvi está desenvolvendo perda de memória de curto prazo, fazendo com que ele chame Alex. Dois agentes de assuntos internos chegam à 129ª Delegacia para presumivelmente discutir o envolvimento de Jared com os Xers, mas eles questionam Michaela sobre os casos que ela resolve usando meios misteriosos. Michaela afirma que não vai continuar até conseguir um representante sindical do lado dela. Jared confronta Simon sobre a situação, e Simon diz que Michaela é uma ameaça que deve ser descartada. O último Calling de Cal é compartilhado com Ben, Grace e um TJ em recuperação, onde eles tentam construir algo durante o que parece ser uma tempestade lá fora. Graças a algumas pistas, eles conseguiram montar o aparelhamento de um navio improvisado, o que os coloca brevemente em um barco antigo do qual veem o voo 828 no céu; eles também aprendem que os marinheiros antigos que tentaram se livrar dos Chamados enlouqueceram. Alex consegue injetar um contra-agente em Saanvi, enquanto ela a aconselha a tomar cuidado. Reconhecendo o representante do sindicato de uma reunião anterior da Xer, Jared precisa prender Michaela antes da reunião realocada para evitar que ela seja morta pelo representante do sindicato. |              |                                                         |                  |                                        |                         |                     |
| 26 | 10           | "Course Deviation" "Desvio de Curso" (BR)               | Michael Smith    | Laura Putney e Margaret Easley         | 16 de março de 2020     | 4.29                |
| Depois que Michaela é socorrida, Jared e Kate revelam a ela que Jared estava trabalhando disfarçado para atrapalhar os Xers. Grace recebe um chamado sobre uma ponte sobre o rio Harlem. Ela e Ben vão lá e encontram Adrian, que tinha o mesmo chamado. A água de Grace quebra e Ben a leva para o hospital. Pouco depois, Adrian resgata um caiaque do rio. No hospital, Ben tem que fazer uma escolha para salvar Grace ou o bebê, pois o cirurgião especialista ainda não chegou e ele escolhe Grace (contra a vontade dela). Acontece que o cirurgião especialista que pode salvar Grace e o bebê é o homem resgatado por Adrian. Apesar disso, Adrian diz a Ben que ainda não acredita que os chamados sejam bons. Jared é chamado para o bar onde Billy e outros Xers estão mantendo Zeke em cativeiro. Simon chega com Erika e ordena que Zeke seja morto, que é ouvido por Michaela e outros através do bug. Isso leva Simon, Erika, Billy e outros dois Xers a serem presos durante a batida policial. Tamara acusa Jared de apenas chegar perto dela para capturar os Xers que Jared nega. Adrian e Cal têm visões de três sombras misteriosas das formas humanas. |              |                                                         |                  |                                        |                         |                     |
| 27 | 11           | "Unaccompanied Minors" "Menores Desacompanhados" (BR)   | Andy Wolk        | Jeannine Renshaw e Marta Gené Campos   | 23 de março de 2020     | 4.12                |
| Quando a data da morte de Zeke se aproxima, Saanvi tenta convencê-lo de que está perto de uma cura. Ben e TJ recebem ligações que os levam a resgatar um homem de uma tentativa de suicídio. O homem acaba sendo o pai de Zeke, Gordon, e Ben ajuda um Zeke relutante a fazer as pazes com ele. Michaela impede que um adolescente chamado Oscar saia de uma loja e confessa roubar uma barra de chocolate. Michaela recebe um chamado para "deixá-lo ir" e o faz enquanto assiste Oscar embarcar em um ônibus. Mais tarde, ela descobre com o proprietário da bodega que Oscar também roubou uma grande quantidade de remédios para resfriado, conhecidos por serem usados para cozinhar metanfetamina. Michaela trabalha com Jared para seguir os passos de Oscar, resultando em um fracasso em um laboratório de metanfetamina administrado pela ex-presidiária Jace Baylor. Jace e seu irmão Pete estavam em conflito com o motorista de ônibus Kory, que dirigia o ônibus que Oscar pegou. No laboratório, Michaela recebe outro chamado para "deixá-lo ir", mas tem que ignorá-lo quando Jace pega uma arma. Jace, Pete e Kory são revelados as três sombras que Adrian e Cal experimentaram. |              |                                                         |                  |                                        |                         |                     |
| 28 | 12           | "Call Sign" "Indicativo de Chamada" (BR)                | Joe Chappelle    | Simran Baidwan e Ezra W. Nachman       | 30 de março de 2020     | 4.08                |
| Ben tem um chamado para ajudar a libertar um passageiro de sua culpa. Saanvi tenta entrar em contato com Vance para obter ajuda para protegê-la do major; Michaela e Zeke se casam. TJ revela a Olive que planeja ir ao Egito para continuar seus estudos. Jared e Drea tentam obter uma confissão de três traficantes de metanfetamina que procuram vingança contra Michaela e sua família. Cal é sequestrado pelos traficantes de metanfetamina. |              |                                                         |                  |                                        |                         |                     |
| 29 | 13           | "Icing Conditions" "Condições de Formação de Gelo" (BR) | Romeo Tirone     | Jeff Rake e Matthew Lau                | 6 de abril de 2020      | 4.36                |
| Michaela conta a Ben e Grace sobre o sequestro de Cal e planeja usar metanfetamina a partir de evidências da polícia para trocar por seu retorno, contando com a ajuda de Jared e Drea ao fazê-lo. Depois que o comércio é malfeito, Zeke tem um chamado que os ajuda a localizar Cal em algum lugar nas Montanhas Catskill. Zeke se prepara para viver suas últimas horas à medida que a data da morte se aproxima, sacrificando sua própria vida para salvar Cal de se afogar em um lago congelado. Milagrosamente, Zeke volta à vida parecendo estar livre de hipotermia e da data iminente de morte. Ben e Michaela concluem que a única maneira de vencer a data da morte é seguir os chamados. Para grande descrença de Jared, os mergulhadores são incapazes de localizar os corpos dos sequestradores de Cal no lago congelado. Saanvi e Vance localizam o major e Saanvi a confronta, envenenando-a na esperança de reunir informações; o major morre. Ben tem outro chamado mostrando o voo 828 explodir e colidir com o oceano. Um barco de pesca cubano recupera a cauda do voo 828 enquanto pescava no oceano. |              |                                                         |                  |                                        |                         |                     |

### 3.ª Temporada (2021)
| N.º geral | N.º na temp. | Título Original Título no Brasil            | Dirigido por    | Escrito por                            | Exibição original   | Audiência (milhões) |
| --- | ------------ | ------------------------------------------- | --------------- | -------------------------------------- | ------------------- | ------------------- |
| 30 | 1            | "Tailfin" "Cauda"                           | Romeo Tirone    | Jeff Rake e Bobak Esfarjani            | 1 de abril de 2021  | 3.99                |
| Ben e Vance estão em Cuba para fazer o acompanhamento da barbatana-cauda. Ao tocá-lo, Ben é jogado para trás, que é capturado pela câmera do telefone por um garoto local. Um policial cubano vê o vídeo e força Ben a repetir o incidente, mas Vance chega para intervir. O associado de Ben e Vance entram em um avião para escapar, deixando Vance para ser apreendido pelo DGI. Michaela e Zeke estão em lua de mel na Costa Rica quando Cal descobre que uma ligação recente é de 828 passageiros, Angelina Meyer. Michaela descobre que Angelina está sendo mantida em cativeiro na Costa Rica por seus pais altamente religiosos, que acreditam que sua filha está possuída. Ela resgata Angelina, e o avião de Ben é desviado para resgatar o grupo. Saanvi dirige um consultório médico particular, mas logo é mostrado seguindo 828 pistas em uma sala nos fundos. Uma mulher visita a 129ª delegacia e fala com Jared, afirmando que não teve notícias de sua mãe, Kathryn Fitz, com ele sem saber que Fitz estava desaparecido. Ben e Michaela discutem o tailfin, agora acreditando que o voo 828 explodiu e matou todos, mas eles foram ressuscitados por razões ainda desconhecidas. Jace, Pete e Kory são mostrados emergindo do lago descongelado e voltando à vida. |              |                                             |                 |                                        |                     |                     |
| 31 | 2            | "Deadhead" "Voo Sem Carga"                  | Romeo Tirone    | Laura Putney e Margaret Easley         | 8 de abril de 2021  | 3.15                |
| Michaela consegue sua suspensão levantada e se reúne com Drea. Eles veem guarda florestal e uma filmagem de Jace, Pete e Kory saindo do lago. Eles investigam e descobrem que os homens atacaram dois campistas e roubaram seu trailer. Angelina tem uma vocação assombrosa que a leva à sua antiga escola. Com a ajuda de Olive, ela desenterra uma cápsula do tempo contendo uma foto antiga dela mesma em um estande do King Kone, lembrando-a de uma época em que a vida familiar era normal. Pete diz a Jace que eles deveriam fugir para o Canadá. Jace concorda, mas primeiro tenta ganhar dinheiro no lugar em que ele trabalhou anos antes: o King Kone. Enquanto estava lá, Pete recupera a foto que Angelina deixou cair. Jace e Kory partem sem ele quando os policiais chegam. Pete é preso por Michaela e Drea, e diz que a foto tem ele e Jace ao fundo. Em outro lugar, Grace tenta encontrar um lugar seguro para Cal com as três cabeças de metanfetamina soltas, forçando-a a se reunir com seu meio-irmão Tarik distante. Além disso, Ben recebe ajuda inesperada de Tim Powell para resgatar Vance, enquanto Zeke deduz corretamente que Saanvi está preocupado com alguma coisa. As notícias sobre a descoberta de um pedaço do voo 828 em Cuba e a casa de Stone são inundadas por repórteres em busca de respostas. |              |                                             |                 |                                        |                     |                     |
| 32 | 3            | "Wingman" "Copiloto"                        | Michael Smith   | Simran Baidwan e Ezra W. Nachman       | 15 de abril de 2021 | 3.32                |
| Vance é interrogado pela NSA, mas insiste que não trabalhará para o governo novamente, citando a tentativa de Fitz de matá-lo. Um chamado leva Ben a 828 passageiros Eagan, que o ajuda a localizar e resgatar um adolescente de um museu que logo explode. Ben leva o jovem para casa, e é revelado que o adolescente é irmão de Kory. Olive segue as peças de arte egípcia que TJ deu a ela, revelando mais pistas e uma pena de pavão ao mesmo tempo que Cal tem a visão de um pavão. Mais tarde, Eagan é mostrado descartando uma peça-chave da obra de arte depois de vender artefatos que roubou do museu. Michaela segue uma ligação para a casa de sua falecida amiga Evie, apenas para encontrar o pai de Evie morto no chão. Mais tarde, ela e Zeke concordam em cuidar da mãe de Evie, que sofre de demência. Angelina visita Pete em sua cela, dizendo que sente que foi chamada para ajudá-lo como Michaela a ajudou. Jared questiona Saanvi sobre o tempo que ela passou com Fitz como seu falso terapeuta, deixando Saanvi nervoso. Pete e Kory têm uma vocação, e um trailer é mostrado com alguém cortando os olhos de fotos de membros da família Stone. Vance é conduzido a uma grande sala e reage a algo invisível. |              |                                             |                 |                                        |                     |                     |
| 33 | 4            | "Tailspin" "Despencando"                    | Michael Smith   | Marta Gené Camps e MW Cartozian Wilson | 22 de abril de 2021 | 3.21                |
| Dois meses depois, Vance está chefiando a força-tarefa 828 da NSA. Ele convida Ben e Saanvi para ver a operação, com a cauda agora adicionada aos destroços do avião. Vance mostra a Ben e Saanvi um antigo vídeo de segurança do desaparecimento do tailfin e Saanvi reconhece a data e hora na tela como quando ela matou Fitz, no mesmo dia que Zeke resgatou Cal e marcou a data da morte. Ben entra em uma área segura e vê o corpo de 828 passageiros Kelly Taylor em um contêiner experimental, lembrando que ela foi baleada e morta há mais de um ano. Ele descobre que o corpo não mostra mais um ferimento a bala, mas tem ferimentos consistentes com um acidente de avião. Juntamente com o retorno do tailfin ao Caribe, Ben diz que a ciência agora prova que os passageiros morreram no avião. Zeke descobre que sua vocação mudou, quando sente exatamente o que Beverly está sentindo durante um episódio. Mais tarde, ele usa essa habilidade para fazer Pete revelar que seu técnico de futebol da escola, chamado Hannity, estava forçando Jace, Kory e ele a traficar drogas, o que resultou na morte de um colega de equipe. Usando sua data de morte pendente como alavanca, Michaela faz Pete revelar que Jace está indo para a casa do treinador Hannity agora. Michaela chega e descobre que Kory foi baleada por Jace por tentar impedi-lo, enquanto Jace fugia. Com o estímulo de Kory, Michaela encontra drogas em um respiradouro e prende a treinadora Hannity. Enquanto isso, Jared e Drea aprendem mais sobre o desaparecimento de Fitz, enquanto Emmett informa a Vance que Jared está chegando perto demais.                                                                              |              |                                             |                 |                                        |                     |                     |
| 34 | 5            | "Water Landing" "Pouso na Água"             | Marisol Adler   | Matthew Lau                            | 29 de abril de 2021 | 3.27                |
| Jared continua se aproximando da verdade e é sequestrado por Emmett sob o pseudônimo de Agente Especial Fisher, enquanto Saanvi começa a entender as consequências de suas escolhas; Jared é alimentado com uma história sobre Fitz sendo derrotado por um espião inimigo que Vance revela que ele encobriu o assassinato dela para todos, incluindo o governo. Com apenas um dia para a data de sua morte, Jace segue em uma onda sangrenta tentando se vingar de Michaela e Pete é levado para Eureka para que os testes sejam executados nele. No trailer de Jace, Michaela encontra um desenho que corresponde a parte do antigo pergaminho de Maat. Levi sugere que é a representação de um teste antigo chamado The Last Trial, que apresentou três criminosos cujas histórias correspondem a Jace, Kory e Pete. A história sugere que se Jace perdoar Michaela e buscar redenção em vez de vingança, ele será poupado. Em troca de Vance permitir que Pete ajude Michaela a confrontar Jace no lago, Ben concorda em permitir que Eureka faça experiências com ele. Depois que Tarik se gaba em um bar sobre o restaurante temático de 828 que deseja abrir com Grace, a localização da família é revelada na internet por um repórter que ouviu a proposta de Tarik. Enquanto procurava por Jace, Zeke fica inconsciente, deixando Michaela alheia sozinha em sua busca. |              |                                             |                 |                                        |                     |                     |
| 35 | 6            | "Graveyard Spiral" "Risco"                  | Sherwin Shilati | Laura Putney & Margaret Easley         | 29 de abril de 2021 | 3.21                |
| Michaela luta com Jace, que experimenta um chamado de Cal jogando basquete e repetindo "última chance". Convencido de que sua sobrevivência está conectada a Cal, Jace chuta Michaela de um penhasco e vai atrás de Cal. Michaela é resgatada mais tarde por Zeke e Jared. Devido ao paradeiro da família ter sido revelado, os pneus de ambos os carros foram cortados, prendendo Tarik, Grace e Cal e revelando sua localização quando Jace ouve a chamada sobre o vandalismo no rádio do carro da polícia de Michaela. Na casa de Tarik, Jace embosca a família, Pete e Angelina quando eles chegam para ajudar. Jace diz a Pete que ele acredita que as ressurreições e datas de morte estão todas conectadas a Cal, então se Cal morrer, eles continuarão a viver. Jace mata Tarik liderando uma Grace vingativa para tentar matá-lo enquanto Kory chega para proteger Cal. Com o tempo quase acabando, Ben convence Grace a não atirar, e Jace logo cospe água do lago e morre. Os ferimentos de Pete e Kory curam e eles permanecem vivos, aparentemente superando a data da morte. Michaela promete ajudar Pete a obter a libertação antecipada em alguns anos por suas boas ações, e Angelina promete esperar por ele. Depois que Olive impede que o pergaminho seja levado por dois homens, alguém devolve a bolsa de Ben contendo a última peça que faltava que Eagan havia roubado. O pergaminho revela que como os três homens ressuscitaram juntos, eles estão sendo julgados juntos. Uma figura sombria surge do corpo de Jace, agarra Pete e Kory e os faz morrer pela segunda vez. Ben e Michaela ficam surpresos ao perceber que "entenderam tudo errado", enquanto Angelina fica arrasada por perder Pete. |              |                                             |                 |                                        |                     |                     |
| 36 | 7            | "Precious Cargo" "Carga Valiosa"            | Romeo Tirone    | Bobak Esfarjani & Ezra W. Nachman      | 6 de maio de 2021   | 3.05                |
| Furioso que Pete agora está morto ao lado do fato de que agora eles têm os corpos dele, Jace e Kory sob custódia, Dr. Gupta diz que Ben e Saanvi têm que deixar o projeto Eureka depois que suas tarefas atuais terminarem. Michaela, Eagan e vários outros 828 passageiros recebem o chamado de uma nuvem escura sobre a ala leste do prédio que abriga a equipe Eureka, então eles veem Ben saindo do prédio. Eagan e dois outros sequestram Ben, enquanto Eagan o pressiona sobre o que está acontecendo no prédio. Ben admite que se permitiu ser sujeito de pesquisa. Ele diz que a ala leste é uma doca de carregamento e concorda em investigar enquanto também conta a Eagan sobre as três cabeças de metanfetamina e como todos do 828 estão "no mesmo bote salva-vidas". Michaela e Drea localizam Ben quando descobre que a casa em que estavam não pertence a Eagan. Até então, ele já concordou em trabalhar com Eagan; Ben depois o socorre e o informa para não fazer nada de que se arrepende. Cal lida com a culpa pela morte de Tarik sabendo porque Jace estava lá, enquanto Angelina tem sentimentos semelhantes sobre a morte de Pete. Jared se aproxima de Sarah Fitz. Saanvi faz uma descoberta sobre diferentes compostos metálicos encontrados em pessoas que voltaram e morreram, reconhecendo-os como materiais de safira. Gupta mais tarde decide reter Saanvi após sua descoberta, então tem algo para mostrar a ela em um recipiente lacrado. |              |                                             |                 |                                        |                     |                     |
| 37 | 8            | "Destination Unknown" Destino Desconhecido" | Claudia Yarmy   | Eric Haywood & Marta Gené Camps        | 6 de maio de 2021   | 2.85                |
| O objeto no contêiner é madeira petrificada, provavelmente com vários milhares de anos, revestida com os mesmos minerais que 828 passageiros. Ben e Michaela seguem vocações semelhantes que os levam a 828 passageiros Rachel Hall. O ex-marido de Rachel, Jonah, se casou com sua irmã Hannah durante os 5 anos de ausência de Rachel, mas as coisas não são o que parecem. A raiva de Rachel não é com sua irmã, mas com seu ex-marido abusivo, que ela descobriu que também está abusando de Hannah. Ben intervém para impedir Rachel de assassinar Jonah. Devido a Ben disparar o alarme silencioso, todos os três são presos pela polícia. Michaela está zangada com Ben por se colocar em perigo, mas ele diz que foi preciso preservar o 828 "bote salva-vidas". Como Jonah está sendo agendado, Hannah concordou em testemunhar em nome de Rachel.pavão. Quando Gupta diz que a madeira foi expulsa de um vulcão há muito adormecido que se revelou estar no Monte Ararat, ela e Saanvi discutem a possibilidade de que poderia ser da Arca de Noé. Em outro lugar, Angelina parece ser capaz de acalmar Eden sempre que ela está chorando, e Cal tenta usar o poder de empatia de Zeke para determinar se uma garota na escola gosta dele. Além disso, Michaela e Drea notam que Jared está se tornando romântico com Sarah Fitz. |              |                                             |                 |                                        |                     |                     |
| 38 | 9            | "Bogey" "Ameaça"                            | Laura Belsey    | Simran Baidwan & MW Cartozian Wilson   | 13 de maio de 2021  | 2.95                |
| Michaela, Ben e Eagan recebem chamados de nuvem negra semelhantes, exceto que Ben's também tem água e Eagan's tem um leãocom sangue saindo de seus olhos. Eagan trabalha com Ben, que pega uma cópia brilhante do livreto de Al-Zuras, enquanto eles veem que a foto de Saanvi na parede de Ben está molhada. Saanvi tem feito experimentos para bombardear a madeira petrificada com um simulador de raio escuro, quando seus olhos começam a sangrar. Ben fica sabendo e pergunta a Olive, que está trabalhando com Levi, se ela pode pesquisar algo sobre leões com olhos sangrando. Ela e Levi descobrem uma lenda que sugere que os olhos são um símbolo de engano. Michaela visita Saanvi, cuja condição deixa especialistas médicos perplexos, e faz com que ela admita que matou o Major com Vance e Emmett encobrindo o caso. Os olhos de Saanvi clareiam imediatamente. Gupta então mostra a Saanvi imagens em câmera lenta de seu último experimento, que mostra a madeira petrificada desapareceu por alguns milissegundos antes de reaparecer. Em outro lugar, Os poderes de empatia de Zeke o levam a acreditar que Jared e Sarah formam um bom casal, com Sarah ajudando Beverly. Angelina irrita Olive por tentar parecer e agir como ela. Ben diz a Grace que os últimos chamados provavelmente significam que o barco salva-vidas 828 já está entrando na água. Ele olha para os antigos marinheiros se afogando em um dos desenhos de Al-Zuras e pondera se as vítimas se sacrificaram pelo bem maior ou foram jogadas ao mar. |              |                                             |                 |                                        |                     |                     |
| 39 | 10           | "Compass Calibration" "Calibragem"          | Ramaa Mosley    | Laura Putney e Margaret Easley         | 20 de maio de 2021  | 2.85                |
| O último experimento de Saanvi na madeira petrificada causa um raro terremoto que atinge Nova York. Quando Saanvi vê a cobertura de um noticiário na TV de uma fissura em uma estrada com lava embaixo, bem no epicentro do terremoto, ela se convence de que o Monte Ararat veio a Nova York para recuperar o pedaço da Arca de Noé. Ela e Troy planejam um estratagema no próximo experimento para causar uma explosão que deixa apenas uma pilha de poeira, quando na realidade eles removeram a madeira do prédio. Ben vai ver 828 passageiros Astrid, cuja foto estava em chamas durante a ligação dele e de Cal. Astrid recebeu o telefonema de um menino em perigo, filho do conhecido anti-828er Cody Webber, que Ben encontrou antes e desde então recebeu uma ordem de restrição não se aproximar dele. Ben ataca Webber novamente quando ele não revela onde está escondendo seu filho. Michaela e Jared acabam com o conflito enquanto Michaela e Astrid conseguem resgatar a criança dos destroços do terremoto. Jared diz que tem que prender Ben pela agressão, e Michaela relutantemente concorda. Na casa de Stone, um incidente durante o terremoto fez Angelina acreditar que Eden é seu anjo da guarda. Cal concorda que ele, Angelina e Eden têm uma conexão. No entanto, quando Angelina coloca sua teoria à prova, ela começa um incêndio que força Grace a despejá-la contra a objeção de Cal. No local da fissura da estrada, Troy e Cooper causam uma distração, permitindo que Saanvi jogue a madeira petrificada na lava. A lava desaparece e o pavimento retorna. Imediatamente, Cal recebe outro chamado.                                                                                       |              |                                             |                 |                                        |                     |                     |
| 40 | 11           | "Duty Free"                                 | Ruba Nadda      | Bobak Esfarjani e Darika Fuhrmann      | 3 de junho de 2021  | 2.78                |
| Cal está escondendo Angelina em seu quarto quando ela se convence de que Deus quer que ela seja um Aarão do Moisés de Cal. Ben tem sua acusação e espera se declarar culpado e apresentar as circunstâncias atenuantes do que aconteceu com Cody Webber, mas ele chama um juiz anti-828 e se declara inocente. O juiz estabelece uma enorme fiança e coloca Ben em prisão domiciliar, forçando Grace a recuperar o depósito do restaurante e hipotecar a casa para pagar a fiança. Ben e Michaela descobrem que agências governamentais nos Estados Unidos e em todo o mundo estão apertando as rédeas de 828 passageiros. Isso vem à tona quando se descobre que um passageiro acabou de ser executado em Cingapura. Ben, Michaela, Cal e vários outros 828-ers têm chamados de estar em chamas. Michaela acredita que é em parte porque Saanvi ainda não se entregou, o que a coloca em desacordo com Ben quanto à decisão de prendê-la. Saanvi faz uma parada no Projeto Eureka antes de ver Michaela. Depois de confessar a Vance sobre a madeira flutuante, ela vê que eles agora estão fazendo experiências com a cauda, que ela acredita que causará uma catástrofe ainda maior. Quando Saanvi chega à delegacia, Michaela entrega seu distintivo e a leva embora ao ouvir o mais recente desenvolvimento de Bowers. Ben é libertado da prisão e está conversando com Vance quando um Eagan preso o vê e explode de raiva. É revelado que o NYPD também prendeu Adrian, que estava na clandestinidade desde o incêndio do clube. Por insistência de Angelina, Cal aparece nos portões do Projeto Eureka pedindo para ver a cauda.                                                                                      |              |                                             |                 |                                        |                     |                     |
| 41 | 12           | "Mayday, Part 1" "Mayday: parte 1"          | Dean White      | Simran Baidwan e Marta Gené Camps      | 10 de junho de 2021 | 2.76                |
| Depois de saber por Vance que Cal está em Eureka, Olive coloca o monitor de tornozelo de Ben para que Ben e Grace possam ir buscar Cal. Eles descobrem que Cal tem um chamado que está queimando sua pele e não vai parar até que Eureka pare de testar a barbatana caudal. Saanvi mantém Cal sob tratamento enquanto Ben e Grace imploram ao Dr. Gupta para interromper os testes. Ben quer destruir a cauda, mas recebe um chamado revelando que ele precisa devolvê-la ao oceano. Vance tenta intervir, mas Gupta consegue autorização para continuar os testes da sede. Cal diz a eles que Gupta precisa ver para acreditar. Ele toca a cauda e desaparece. Enquanto isso, Michaela recebe uma ligação compartilhada com Bethany, Eagan e Adrian, onde o voo 828 está sangrando por toda parte e conclui que é um aviso sobre a morte de alguém. |              |                                             |                 |                                        |                     |                     |
| 42 | 13           | "Mayday, Part 2" "Mayday: parte 2"          | Romeo Tirone    | Jeff Rake e Matthew Lau                | 10 de junho de 2021 | 2.76                |
| Para trazer Cal de volta, Ben e Vance planejam roubar a barbatana enquanto Grace e Olive juntam os desenhos de Cal em busca de pistas. Reconhecendo uma constelação nos desenhos como um sinal de sua falecida avó, a Dra. Gupta permite que eles tomem a barbatana-cauda. Eagan e Adrian incitam um grupo de passageiros, incluindo Angelina, alegando que os Stones estão trabalhando com a NSA. Isso resulta em Eagan e outro passageiro mantendo o filho de Vance como refém. O chamado de Michaela a leva, Zeke, Drea e Jared para a casa de Vance. Eles chamam Vance, que vem para ajudar a salvar seu filho. Jared descobre que Saanvi matou o Major e Michaela sabia disso. Depois de arriscar sua vida para ajudar Ben a devolver a barbatana-de-cauda-rabo ao oceano, Saanvi se redime e começa a receber chamados novamente. Seu chamado compartilhado com Ben e Michaela revela que alguém ainda está em perigo e que eles precisam chegar em casa rápido. Inspirada por Adrian em ir até seu anjo da guarda, Angelina esfaqueia Grace e sequestra Eden. Cal retorna como um adulto e segura sua mãe moribunda, dizendo: "está tudo bem, nós sabemos o que fazer agora." Quando o Dr. Gupta está deixando Eureka, o capitão do voo 828 Bill Daly aparece repentinamente na cabine em Eureka e desaparece com os últimos restos da aeronave. |              |                                             |                 |                                        |                     |                     |

### 4.ª Temporada (2022–2023)
| Parte 1 |    |                                                                   |                  |                                         |                       |     |
| 43 | 1  | "Touch-and-Go" Toque e partida" (BR)                              | Romeo Tirone     | Jeff Rake & Simran Baidwan              | 4 de novembro de 2022 | TBA |
| Um idoso asiático é submetido a experimentos antes que um brilho forte envolva todo o laboratório. Dois anos depois de Angelina matar Grace e sequestrar Eden, Ben coloca cartazes para encontrá-la. Michaela tem um chamado mostrando a ela um navio porta-contêineres junto com pétalas de sakura. Ela o segue até as docas e encontra o homem asiático inconsciente. Ele é o passageiro Henry Kim, supostamente morto. Ben ainda está procurando por Eden, embora as evidências sugiram que ela está morta. Henry revela que trouxe uma caixa para Cal com ele da China. O grupo o recupera do contêiner. É a caixa preta 828. Enquanto isso, Zeke trabalha como psiquiatra capaz de absorver as emoções e a dor dos outros ao tocá-los. Ben revive seu passado no qual fica surpreso ao saber que Cal cresceu, e envelheceu mais de 5 anos. Cal se reúne com sua família, mas Olive o culpa pela morte de sua mãe. Cal é visitado por Saanvi, mas não tem memória depois que ele desapareceu quando tocou na calda do 828. Jared chega com um atestado de óbito de Eden. Ben ainda se recusa a desistir e tem um chamado no qual encontra a passageira 828 Anna Ross. Juntos, eles encontram e resgatam um pai e um filho. Depois de voltar para casa, Anna revela estar escondendo Angelina e Eden. |    |                                                                   |                  |                                         |                       |     |
| 44 | 2  | "All Call" Atenção, tripulação!" (BR)                             | Dean White       | Laura Putney & Darika Fuhrmann          | 4 de novembro de 2022 | TBA |
| Em um flashback, Ben e os outros vão ao funeral de Grace. Nos dias atuais, Henry Kim se recupera e conta que fez experiências por mais de dois anos. Só ele é capaz de ouvir várias camadas de vozes na gravação, enquanto outros ouvem apenas estática. Fugitiva, Angelina tinge e corta o cabelo dela e de Eden para esconder suas identidades. Ela busca refúgio com uma mulher que a tranca em um quarto. Em um novo escritório da divisão policial, chamado "o registro", os passageiros do 828 precisam fazer check-in regularmente. Adrian recebe uma ligação da casa em que Angelina está presa. Ele os encontra e relutantemente ajudam ela a escapar. Ainda chocado com as ações de Angelina, Adrian concorda em abrigar ela e Eden em seu complexo. Saanvi visita Ben e conta a ele sobre a Caixa Preta. Ele não mostra interesse — tendo perdido toda a fé nos chamados. Ben rastreia uma pista e é levado de volta à casa de Anna Ross. Anna confessa que abrigou Angelina e Eden, convencida por Angelina de que Ben era mau, mas agora sabe que mentiram para ela. Enquanto estava lá, Ben vê os desenhos de Eden e percebe que eles compartilham um chamado. Enquanto isso, Saanvi, ouvindo a fita, consegue modular a frequência e consegue ouvir todos os chamados que Ben, Michaela, Cal, Saanvi e Zeke já tiveram. |    |                                                                   |                  |                                         |                       |     |
| 45 | 3  | "High Flight" Voo Alto" (BR)                                      | Marisol Adler    | Margaret Easley & MW Cartozian Wilson   | 4 de novembro de 2022 | TBA |
| No complexo de Adrian, Eden acaba tendo um chamado, que é então descoberto para ser compartilhado com Ben. Angelina testa sua conexão com Eden tentando fazer o mesmo desenho e falha. Revigorado ao saber que sua filha está viva, Ben é ajudado por Jared e Drea a seguir os rastros de Angelina. Uma vez em casa, ele pode ver em tempo real os desenhos de Eden, que Olive decifra como a cantiga de roda da Caça ao Tesouro que ela lhe ensinou. Michaela e Cal têm um chamado de trovão e relâmpago. Michaela descobre que o chamado do trovão é compartilhado com Amuta, o co-piloto do 828. Inicialmente relutante em segui-lo, ele admite saber o que aconteceu durante os seis segundos em que todos os Chamados foram registrados na caixa preta: um "azul longo, delirante, ardente" que o avião percorreu e deixou uma sensação de paz que só ele, Capitão Daly e Cal podiam ver e sentir. Ao ouvir isso, Cal - agora marcado com a mesma cicatriz de dragão de Henry Kim - finalmente se lembra de estar de volta ao avião com o capitão Daly e Fiona logo depois que ele tocou o rabo e desapareceu, e lança luz sobre o reaparecimento de Daly quando ele tenta impedir Cal de voltando. Preocupado com o bem-estar dos demais passageiros residentes, Adrian pede conselhos a Eagan e revela o paradeiro de Angelina e Eden. Intimidado implacavelmente na prisão, Eagan vê uma oportunidade de fazer um acordo com Ben. |    |                                                                   |                  |                                         |                       |     |
| 46 | 4  | "Go-Around" Arremeter" (BR)                                       | SJ Main Muñoz    | Matt K. Turner & Ezra W. Nachman        | 4 de novembro de 2022 | TBA |
| No aniversário da morte de Evie, Michaela vai ao cemitério onde está o túmulo de Evie. Também foi revelado que Beverly faleceu recentemente. Ela tem um Chamado envolvendo névoa e um Thunderbird que a leva para a Reserva Shinnecock e um colega 828 chamado Kyle Boyd. Com a ajuda de Zeke e Drea, eles alcançam a mãe de Kyle em um hospital de Nova York e a levam de volta para a Reserva Hopi, por seus últimos dias, libertando Kyle de sua culpa. Ele deixa uma colcha de presente para Michaela. A estrela bordada acaba sendo a última pista para Cal e Olive finalmente entenderem onde Cal e todo o voo 828 estiveram por 5 anos e meio - dentro da "consciência divina". Nesse tempo, Vance usa toda a influência que lhe resta para ajudar Ben a libertar Eagan e obter a localização do paradeiro de Eden: o complexo de Adrian. No entanto, Ben tem um chamado sinistro sobre isso. Depois de enviar Vance e seu braço direito Powell em uma pista falsa para protegê-los, Ben chega ao complexo e é nocauteado. Enquanto isso, Jared e Drea conectam uma compra suspeita de fertilizante rico em amônia, potencialmente usado na fabricação de bombas, a Erika, uma das residentes do complexo. |    |                                                                   |                  |                                         |                       |     |
| 47 | 5  | "Squawk" Squawk" (BR)                                             | Mike Smith       | Simran Baidwan & Sumerah Srivastav      | 4 de novembro de 2022 | TBA |
| Michaela e Eden compartilham um chamado de uma abelha que leva Eden para o quarto do complexo onde Ben está sendo trancado e amarrado com fita adesiva, mas Angelina a leva embora e diz a ela para não confiar em ninguém. Erika mostra a Angelina uma das bombas que ela criou com o fertilizante e espalhou em cada cômodo, pronta para explodir em caso de uma invasão policial. Jared e Michaela descobrem separadamente que Ben é mantido prisioneiro no complexo e vão para lá com Zeke. Jared entra na estufa e descobre uma das bombas, depois conta onde estão as outras. Ben consegue colocar dúvidas em Donovan, um dos residentes, que então confronta Adrian sobre o sequestro de Ben e a proteção de Angelina. Adrian diz que vai se livrar de Angelina, que - perturbado por lembranças dolorosas e um chamado de cinzas caindo - ouve a briga e decide sair para os outros moradores e ameaça detonar as bombas como "prova de fogo" para todos eles. Nas instalações de pesquisa de Vance, Saanvi e Troy experimentam as frequências UL. Quando Cal e Olive se juntaram, eles colocaram Cal no fMRI enquanto ele tinha um chamado de Ben e Eden em apuros, descobrindo que os chamados são memórias do tempo gasto na "consciência divina", após o qual ele foge com Vance e Powell para o resgate de Ben. Donovan tenta libertar Ben, mas é nocauteado por Erika. Guiado por seu Chamado, Cal entra na casa e enfrenta Angelina sozinho, abrindo caminho para que os outros resgatem os moradores e, em seguida, afastando Ben e Eden do perigo. Angelina aciona as bombas e o complexo explode. Cal está milagrosamente vivo e se reconcilia com Ben. Zeke, cujos poderes de empatia estão fora de controle por causa de suas preocupações, percebe a raiva de Erika e atira nela com a arma de Jared para salvar Michaela. Em casa, Cal tosse sangue. Ainda atormentado pelo chamado das cinzas, Adrian vai embora após resgatar Angelina ferida na estrada. |    |                                                                   |                  |                                         |                       |     |
| 48 | 6  | "Relative Bearing" Marcação Relativa" (BR)                        | Harvey Waldman   | Laura Putney & Ryan Martinez            | 4 de novembro de 2022 | TBA |
| Após a explosão do composto, os Stones, Zeke e Jared tentam se ajustar aos últimos eventos. Angelina encontra refúgio na casa de sua mãe, Noelle. Um chamado leva Michaela à cena do crime de um passageiro. Ben luta para desfazer o dano de Angelina e se conectar ao Éden, onde pede a ajuda de Anna. Eagan é libertado da prisão e é agredido por Adrian. Então ele chantageia Noelle e no final vai à polícia de qualquer maneira. Zeke fica descontrolado durante uma sessão e bate em um paciente após absorver sua raiva. Jared e Drea descobrem que o capitão da polícia do Registro 828, Ted Colvin, está envolvido no assassinato e o prendem. No entanto, Colvin estava apenas sendo subornado enquanto o verdadeiro assassino ainda está à solta e agride Anna em sua casa. Angelina liga várias vezes para os Stones para falar com Eden. Ben desliga na cara dela, mas Cal a deixa ligar. Vance e Powell preparam um relatório balístico falso e tiram Jared de problemas. Olive acha que Safira Omega é a chave para chamados ilimitados que podem ajudar a colocar o bote salva-vidas de volta nos trilhos, então ela liga para TJ no Egito. Eden recebe o chamado do vulcão. Após uma discussão com Ben, Cal sai de casa, mas desmaia logo em seguida, onde é encontrado por Zeke, que está bêbado. |    |                                                                   |                  |                                         |                       |     |
| 49 | 7  | "Romeo" Romeu" (BR)                                               | Josh Dallas      | Ezra W. Nachman & Darika Fuhrmann       | 4 de novembro de 2022 | TBA |
| Jared e Michaela investigam os assassinatos de Sam e Anna e descobrem que ambos abrigaram temporariamente Angelina e Eden. Cal consulta a ex-namorada de Saanvi, Alex, e ela determina que o câncer dele voltou. Ela convence Zeke a voltar a frequentar as reuniões do AA. Eden tem um chamado que leva Ben e Saanvi a uma casa de repouso onde encontram nove passageiros que foram jogados lá e declarados com morte cerebral após tortura pela falecida Major. Eles ainda têm atividade cerebral e Saanvi convence um enfermeiro a deixá-la ver seus registros médicos. Ela tem um Chamado e levanta a hipótese de que os experimentos da Major os transformaram em antenas vivas para a Consciência Divina. Cal ("Gabriel") sai com a passageira Violet e revela sua verdadeira identidade a ela. Violet confessa que já ajudou Angelina no passado. Michaela e Jared encontram Noelle de forma suspeita, mas outras pistas apontam para Angelina. Mais tarde, eles são informados de um terceiro assassinato. Eden finalmente se aproxima de Ben, que agora pode ajudar Michaela com seu último chamado, que não é um X, mas uma cruz envolvendo Noelle. Jared avisa que Violet foi assassinada e o Registro acredita que "Gabriel" é agora o principal suspeito. |    |                                                                   |                  |                                         |                       |     |
| 50 | 8  | "Full Upright & Locked Position" Posição Vertical e Travada" (BR) | Erica Watson     | Matt K. Turner & Jimmy Blackmon         | 4 de novembro de 2022 | TBA |
| Cal é preso pelos oficiais do Registro 828 que chegam como um assassino em série suspeito. Michaela acha que Adrian será o próximo alvo de Noelle, enquanto Eagan tem um chamado sobre ele. Michaela e Eagan se encontram no hotel onde Eagan e Adrian estavam hospedados. Ao descobrir que Adrian foi sequestrado, eles concordam em unir forças. Noelle, que está movendo Angelina de uma casa segura para outro local, a leva para o armazém onde Adrian está sendo mantido prisioneiro. Ela anestesia e amarra Angelina para que ela possa testemunhar a morte de Adrian. Michaela e Jared procuram em todos os lugares possíveis. Saanvi, com o apoio da Dra. Gupta, investiga como produzir chamados usando tipos específicos de safira e tenta aprimorar o chamado de Eagan para identificar a localização de Adrian, mas sua tentativa não teve sucesso. Eagan decifra um dos desenhos de Marko, mas guarda para si mesmo. Olive acha que eles precisam da Safira Omega, em uma pedreira específica, correspondente ao Monte Ararat, localização da Arca de Noé. Depois de conhecer o sucessor de Colvin, Capitão Fahey, Ben visita Radd novamente e eles seguem um chamado musical que os leva a Alex, confirmando que o câncer de Cal voltou. Radd usa isso como motivo para libertá-lo da custódia. Adrian e Angelina cooperam para escapar do armazém. Uma vez livre de suas amarras, ela deixa Adrian para morrer. Vance, Jared e Michaela salvam Adrian de ser afogado por Noelle no último minuto, mas Drea diz a eles que Noelle não é a assassina em série ou não é a única. Enquanto isso, na casa de Ben, Zeke percebe o outro assassino - o pai de Angelina, Kenneth, que quer matar Eden para mostrar a Angelina que ela não é seu anjo da guarda. Zeke é ferido enquanto lutava contra Kenneth e com isso, Olive tem a chance de jogá-lo pela janela do segundo andar em legítima defesa e salvá-los, conseguindo empurrar ele. Como Noelle é autuada por tentativa de homicídio, Jared é oferecido pelo Capitão Fahey para se mudar para o Registro 828 como detetive. Olive recebe uma visita inesperada de TJ, que sugere que o Safira Omega pode ser encontrada em Nova York. Eagan vai até o local do desenho de Marko, onde ele acha que a safira está: o Templo Maçônico da Ordem Omega. |    |                                                                   |                  |                                         |                       |     |
| 51 | 9  | "Rendezvous" Encontro" (BR)                                       | Cheryl Dunye     | MW Cartozian Wilson & Sumerah Srivastav | 4 de novembro de 2022 | TBA |
| Alex e Saanvi dizem a Cal que ele está em estágio terminal. Ele e Ben decidem manter isso entre eles enquanto Michaela e Zeke comemoram seu aniversário de casamento naquela noite. Jared pensa em ingressar no centro 828. Eagan explora sorrateiramente o Templo, mas é visto arrancando ladrilhos de várias paredes por um colega voluntário chamado Kenroy. Os Stones e seus amigos desfrutam de uma noite alegre até que Michaela, Saanvi, Cal e Ben tenham um chamado do avião 828 em turbulência envolvendo Jared, Zeke, Olive, o passageiro clandestino Thomas e o indiferente Marko. Saanvi e Michaela são conduzidos por um Chamado para a sala da caldeira onde Thomas costumava se esconder. Através de uma parede adjacente acabam vendo Eagan e Kenroy, que na verdade é o ex-namorado de Thomas, Leo. Olive e TJ vinculam as peças de Eagan e as reveladas atrás de uma parede diferente na sala às cartas de tarô de Al-Zura. Enquanto isso, Marko é trazido por Jared e Zeke à presença de Cal e desenha um vulcão, visto anteriormente em outros Chamados e na carta de tarô "Mundo". Michaela acende uma palha de fogo e a parede desmorona, revelando um baixo-relevo da deusa Maat e a safira no centro. Eagan pega a Safira Omega e provoca um colapso da sala, em seguida, foge, deixando Michaela, Saanvi e Leo presos nos escombros. Atraído por um Chamado, Thomas os salva e se reúne com Leo. Zeke fica empático com a morfina de Cal, que revela sua condição para Olive e os outros. Antes de Jared levar Marko de volta para a casa de repouso, Eden coloca sua bola de neve vulcânica em seu colo, que mais tarde explode como parte de um Chamado que prediz o fim do mundo. Eagan é atacado em seu quarto de hotel e a Safira Omega é levada por uma figura misteriosa. |    |                                                                   |                  |                                         |                       |     |
| 52 | 10 | "Inversion Ilusion" Ilusão de Inversão" (BR)                      | Romeo Tirone     | Jeff Rake & Margaret Easley             | 4 de novembro de 2022 | TBA |
| Ben tem uma visão de Grace, que pede a ele para levar Eden para o túmulo. No hospital, Eagan diz a Michaela e Jared que Angelina está com a Safira Omega. No cemitério, Ben descobre que Grace é uma ilusão de Angelina e leva Eden embora. A raiva de Angelina, amplificada pela safira, afeta todos os passageiros do 828. Com a ajuda de Olive, Michaela e Ben encontram Angelina mantendo reféns na igreja de sua antiga escola, onde a Safira Omega manifestou lava. A cicatriz de dragão de Cal permite que ele crie um Chamado do avião e lute contra Angelina. Durante a luta, a Safira Omega é quebrada. O governo dos EUA inicia uma ordem de emergência para deter todos os passageiros do 828 até novo aviso e uma equipe de registro liderada pela Dra. Gupta invade o laboratório de Vance, prendendo Saanvi. Zeke se sacrifica para salvar Cal. |    |                                                                   |                  |                                         |                       |     |
| Parte 2 |    |                                                                   |                  |                                         |                       |     |
| 53 | 11 | "Final Descent" "Uma Nova Realidade" (BR)                         | Romeo Tirone     | Jeff Rake & Simran Baidwan              | 2 de junho de 2023    | ASD |
| Quase oito meses após os eventos catastróficos causados por Angelina, é revelado que mais de 700 pessoas morreram após as fissuras de lava abertas. Uma causa não foi determinada, mas grande parte da população culpou os passageiros do voo 828. Cal acorda de um chamado de um homem correndo em direção a uma explosão na floresta atrás de sua casa isolada, apenas para ser morto por agentes armados. Cal percebe sua cicatriz de dragão brilhando novamente depois de um tempo. Enquanto Cal e Olive cuidam de Eden, Ben e Michaela são detidos no centro de detenção. Olive e Eden visitam Ben por trás de uma divisória de vidro. Os passageiros tem pulseiras de identificação para escanear, assim rastreando sua localização. Saanvi tem permissão para trabalhar no laboratório de pesquisa. Mais tarde, Michaela começa a ter alucinações com Zeke. Ele está na consciência divina, mas também está de volta em 2018. Zeke desaparece quando o alarme dispara no centro de detenção. Bethany entra em pânico por causa de sua esposa, Georgia, depois de receber um chamado, e está tentando deixar as instalações. Durante a confusão do alarme disparando e o pânico de Bethany, Ben e Michaela fogem. Na saída, eles encontram Vance, que os ajuda a sair. Vance ouve um agente ou guarda informar Zimmer sobre um pacote para Gupta. Ele pressiona Zimmer, mas ela está mantendo o “pacote” em segredo. Saanvi insiste que eles sedaram demais Bethany e ela não pode não explicar seu chamado. Depois que Ben e Michaela reecontram com Cal e Olive, eles pegam emprestado o carro da mãe de Zeke para verificar como está Georgia. Mesmo com Saanvi escaneando suas etiquetas de identificação, o Registro sabe que os dois escaparam. Enquanto isso, Jared e Drea encontram agentes saqueando a casa de Georgia, e Cal tem um chamado no avião. Ele vê uma maçã, um velho celeiro e uma sacola cheia de armas em um carro vermelho e ouve Georgia chamando por Bethany. Ben e Michaela encontram Georgia em sua casa, e Cal explica seu chamado de Bethany para eles, o que os leva à próxima etapa de sua investigação. Georgia explica que é sobre Anson Vasik, um 828 que procurou sua ajuda. Enquanto procura por Anson no celeiro, Billy atira neles, mas Michaela o mantém sob a mira de uma arma. De volta a casa, Olive e Cal mentem para Jared e Drea e um agente sobre saber onde Ben e Michaela estão, agente não acredita neles, especialmente quando vê um desenho de Éden. Eles pegam o telefone de Cal, mas Ben está com o telefone de Olive, que ela manda ele destruir para que não possam ser rastreados. Georgia explica que ela e outros simpatizantes forneceram um esconderijo para os passageiros desaparecidos. Outra visita de Zeke inspira Michaela a se juntar a Ben no centro de detenção, onde ele se entregou e secretamente informou Vance sobre o local do acidente fora do pomar de maçãs. Vance visita o local. O capitão Daly está escondido nas profundezas do centro de detenção e fortemente sedado com uma agulha por uma enfermeira sob a vigilância de Zimmer. |    |                                                                   |                  |                                         |                       |     |
| 54 | 12 | "Bug Out" "Mensagem Misteriosa" (BR)                              | Romeo Tirone     | Margaret Easley & Darika Fuhrmann       | 2 de junho de 2023    | ASD |
| Angelina está morando em uma van em St. Louis, Missouri, e fez amizade com uma colega sem-teto que divide comida com ela. Quando a garotinha, Nina, pergunta sobre sua mão, ela diz que foi escolhida por Deus. Zimmer concorda em colocar Michaela em campo como parte da Unidade de Chamados, e Michaela percebe que o tiro no braço que recebeu foi um rastreador. Ela também tem um toque de recolher. Ela foi contratada para ajudar a resolver o chamado de Joe Butler e procurar seu filho. Em seu chamado, ele viu uma ordem de serviço comercial para manutenção da cidade, ouviu música de violino e notou alguns números. Ben está na solitária tendo um chamado. Ele está escrevendo “acorde-o” em sua parede. Vance chama Saanvi para ajudar com o transe de Ben, mas ela permite que ele trabalhe no Chamado. Quando ele sai de seu transe, ele e Saanvi percebem que ele criou um mapa do centro de detenção. Eles seguem o mapa criado pelo chamado, mas precisam se esconder dos guardas em um armário. Alguém abre o armário e Saanvi beija Ben como uma distração. Vance ajuda eles. Ben e Saanvi entram em uma sala codificada onde encontram o Capitão Daly inconsciente e sedado, com algo rastejando sob seu pescoço. Ben percebe que eles precisam acordá-lo conforme seu chamado pediu, com Saanvi neutralizando sua sedação e o trazendo de volta à vida. O alarme dispara antes que eles consigam fazer Daly falar com eles. Zimmer mais tarde visita Daly e insetos saem de sua boca. Michaela e Jared pedem ajuda ao irmão dele para localizar empresas que correspondam ao chamado de Joe. Com base nos números, eles têm uma lista de locais para procurar. Uma das paradas os leva a uma loja de antiguidades, onde o dono da loja mostra anéis de noivado. A dupla liga para Olive, mas Cal atende e fala com Michaela sobre o chamado de Joe. Ele oferece a eles mais informações sobre ele na pesquisa de Ben. Quando eles falham, Cal percebe que pode tentar entrar no chamado. Simplesmente tocando na foto de Joe, ele está de volta ao voo 828 ouvindo os violinos e sentando-se no assento de Joe. Ele vê a tinta e as luzes do candelabro que não ficaram fracas. Eles voltam ao antiquário e continuam investigando, mesmo o dono tentando impedir. Enquanto Michaela continua olhando no fundo do porão da loja de antiguidades e faz perguntas, o dono da loja fica mais nervoso. Ele segura um martelo nas costas dela, planejando acertá-la na cabeça, mas Jared o impede antes que ele possa golpear. Michaela derruba a parede e encontra crianças em uma sala do outro lado - uma quadrilha de tráfico, o filho de Joe, Charlie, está entre eles. Charlie é colocado em uma família adotiva. |    |                                                                   |                  |                                         |                       |     |
| 55 | 13 | "Ghost Plane" "Avião Fantasma" (BR)                               | SJ Main Muñoz    | Matt K. Turner & Sumerah Srivastav      | 2 de junho de 2023    | ASD |
| Cal traz Fiona Clarke de volta para casa. Ele encontrou ela no celeiro, e ela está bem machucada e presa em um Chamado. Olive visita Ben e fala em código para deslizar a frase “23B” (número do assento de Fiona) para a consciência de Ben. Ele sabe exatamente o que ela está dizendo a ele e a informa sobre Daly em linguagem codificada. Ben também conta a Olive sobre os “gafanhotos”, mas ela os reconhece como gafanhotos. De repente, Ben tem um chamado e é levado para longe. Zimmer confirma que os insetos são gafanhotos das Montanhas Rochosas, extintos desde 1902. Ela fala com um guarda sobre a mudança para as instalações de Gupta. No entanto, Jared e Michaela são designados para resolver o chamado sobre a Mansion Marina e um barco na rampa 57. Os dois vão a Marinna, onde encontram Nazir, o pai de Eagan. A notícia dessa revelação desencadeia outro chamado para Ben, e ele vê uma mulher no oceano com um colar de pingente de ouro. Ele conhece a filha de Russ, Jessica, e visita uma mulher com quem ele aparentemente está trabalhando em um golpe por dentro. Como seu chamado está conectado a Eagan, Ben o contata sobre o pingente, que Eagan identifica como o Faravahar, algo que sua mãe usa. Eagan está afastado de seus pais e não quer ajudar na solução do Chamado. Michaela, Jared e Nazir descobrem que Farnaz (a mãe de Eagan) está desaparecida em sua casa e há sangue no chão. Rapidamente, Farnaz volta para casa e descobre que ela mesma encenou o roubo. Ben tem outro chamado de um coração de ferro envolto em cordas, lembrando Eagan de Cheryl, sua protegida da visita horas antes. Ele admite ter executado um golpe nas famílias dos passageiros. Cheryl o cruzou e deu um golpe em sua mãe. Durante a tentativa de Cheryl de prender Jessica, ela é presa. Mais tarde, os pais de Eagan o visitam no centro de detenção. Olive descobre que Fiona sofreu um traumatismo craniano quando criança em um acidente de carro. Olive levanta a hipótese de que seu traumatismo craniano pode explicar a falta de chamados de Fiona. Cal vai para o chamado atual de Fiona e vê uma oliveira no vôo 828. Ele sai do chamado com azeitonas na mão, que Olive pode ver. Para salvar Fiona, Cal se projeta para Saanvi e ela o orienta a inserir um canudo em seu pulmão, um procedimento que salva vidas. Os gêmeos montaram uma câmera para ficar de olho em Fiona. Quando Nina conta a Angelina que ela e sua mãe estão se mudando para San Diego, Angelina tenta engana-lá. Ela usa seus poderes de projeção de chamado para projetar para Éden, se fingindo de Olive. Ela manipula Eden, abrindo a Bíblia em Apocalipse 11 e forçando-a a remover o canudo do peito de Fiona, matando-a. Angelina quer matar as duas testemunhas representadas pelas oliveiras - Fiona e Daly - para trazer o fim dos tempos. |    |                                                                   |                  |                                         |                       |     |
| 56 | 14 | "Fata Morgana" "Pragas" (BR)                                      | Claire Fowler    | MW Cartozian Wilson & Ryan Martinez     | 2 de junho de 2023    | ASD |
| Depois que Cal e Olive descobrem que Fiona morreu, Olive se culpa já que dormiu durante seu turno. Enquanto isso, os chamados começam no centro de detenção quando Ben vê sangue enquanto lava as mãos e, em seguida, Daly o encara no espelho. Michaela e Jared concordam em esquecer seu quase beijo. Angelina é considerada morta por todos, mas os dois estranham. Logo depois que Jared vai embora, Zeke aparece para dizer a ela que não pode ficar com ela, que sente que tudo está indo embora. Saanvi dá a Polly e ao bebê seu último check-up, e ela está a caminho de dar à luz na data prevista para daqui a seis semanas. Saanvi convida o filho distante de Daly, Patrick, que chega ao centro de detenção e ela explica as pragas mitológicas aparentemente originárias de seu pai. Saanvi acredita que as células-tronco e a medula óssea de Patrick podem ser a chave para curar as pragas. No entanto, outra praga - água ao sangue - já começou. O sangue entra no IV de Daly, o béquer de Saanvi, e quando Polly derrama leite, o esfregão do zelador atinge o chão com sangue em vez de água. A revelação de sangue na água instiga um tumulto no refeitório do centro de detenção, fazendo com que Polly seja empurrada no chão e tenha dores de parto. Enquanto Michaela e o zelador cuidam de Polly, Ben corre para Saanvi e ela o informa sobre seu plano de soro com o filho de Daly. De volta à casa dos Stones, Eden compartilha com Olive e Cal que Olive disse a ela para tirar o canudo de Fiona na noite anterior.Eeles ficam confusos já que Olive estava dormindo. Jared e Vance rastreiam Angelina e presumem que ela está indo para Nova York. Angelina se projeta como guarda do Registro para espionar Patrick. Depois que Cal e Olive verificam as imagens da câmera, eles assistem Eden falando sozinha e tirando o canudo do peito de Fiona. Cal diz que poderia ser Angelina porque ele a viu viva e bem em seu chamado. De repente, eles percebem que não só Angelina está viva, mas também a Safira Omega. Cal se projeta para Angelina e a encontra em sua van na saída da rodovia Delaware Water Gap. Ele a confronta, descobre que a safira está em sua mão e compartilha sua localização com Jared, que corre para rastreá-la. Angelina se projeta em Patrick para Daly, falando coisas horríveis e o forçando a desconectar seu soro e sair de seu quarto. O verdadeiro Patrick vê Daly em perigo, mas a projeção de Angelina continua atacando Daly. Jared armado avança em direção à van de Angelina. Embora Ben tente impedir os guardas de atirar em Daly, a projeção de Angelina leva a melhor sobre Daly e os guardas o matam a tiros. Jared prende Angelina. O sangue do corpo de Daly pinga no chão e cai em um ralo, levando ao rio. Jared acompanha Angelina algemada até o centro de detenção. |    |                                                                   |                  |                                         |                       |     |
| 57 | 15 | "Throttle" "Uma Emergência Familiar" (BR)                         | Romeo Tirone     | Laura Putney & Ezra W. Nachman          | 2 de junho de 2023    | ASD |
| O rio de sangue deixa o Mundo inteiro com medo dos passageiros e a ameaça que representam para a humanidade. Dois passageiros tentam persuadir Amuta a abandonar o esconderijo. Ben implora a Zimmer sobre a presença de Angelina infligindo perigo aos passageiros com seus poderes, mas ela não se importa. Ele quer que ela use o soro de Saanvi em Angelina para silenciar seus poderes. Zimmer não pode ser convencida de nada. Zimmer na realidade fez um acordo com Angelina, para ela localizar os passageiros desaparecidos, em troca de sua liberdade. Quando o pai de Michaela a visita no centro de detenção, ele está visivelmente mal. Ele entrega um bilhete de Olive, que está com fora da cidade com Cal e Eden por segurança. Mas quando chega a hora de Steve partir, ele passa mal e desmaia. Os guardas não deixam Michaela ver seu pai, forçando-a a usar um pequeno chamado de um riacho como meio de deixar o centro de detenção com a permissão de Zimmer. Amuta chega ao centro de detenção e exige ver Daly. Quando ele fala com Ben e diz que Daly passou pelo esconderijo naquela manhã, Ben dá a notícia de que Daly morreu no dia anterior, que Angelina projetou Daly para ele sob o pretexto de atraí-lo para o centro de detenção. É nesse momento que Ben percebe que Zimmer está se aproveitando dos poderes de Angelina. Enquanto isso, na tentativa de encontrar a localização da casa segura, Angelina causa um terremoto. Ben convence Zimmer a deixá-lo falar diretamente com a imprensa fora da detenção e faz um discurso sobre os passageiros não serem a ameaça que parecem ser. Uma pessoa joga uma pedra na cabeça de Ben e, assim, encerra seu discurso sobre o Estado dos Passageiros. Drea encontra Michaela e Jared com uma garrafa de álcool, usando-o como desinfetante para remover o rastreador de Michaela. Enquanto Drea foge com o rastreador, Michaela e Jared visitam seu pai no hospital. Ele não fala e precisa de cuidados constantes, que Michaela não pode dar estando presa. Ela planeja uma fuga permanente. Jared concorda em ajudá-la a seguir seu chamado, e eles se beijam. Drea se aproxima deles. Eagan pega Jordan passando uma nota para TJ, e faz disso seu negócio. A nota informa que Angelina matou Fiona e Daly. Eles procuram por Angelina, mas não a encontram. Zimmer instrui Saanvi a remover a safira de Angelina, mas a safira se dissolveu em suas veias. Ben injeta o soro em Angelina, apesar de Saanvi tentar impedi-lo. O grito de Angelina causa um grande terremoto, causando dores de cabeça dos passageiros e erupções nos braços. Michaela quase bate o carro. Eagan rouba o distintivo de Jordan e foge com Angelina. Eles se rendem aos passageiros do esconderijo, que se mudaram para um prédio abandonado. Saanvi percebe que os chamados se foram. Ben percebe seu erro. TJ encontra Ben e Saanvi no laboratório e entrega uma mensagem de Olive sobre a carta do Mundo. Os resultados do teste de Saanvi mostram peyssonnelia e ela descobre que o sangue de Daly não mudou a cor do rio e sim as algas vermelhas. Uma fonte hidrotérmica na crosta terrestre causou a aquisição das algas, o que significa que há um vulcão sob Nova York ameaçando toda a humanidade. |    |                                                                   |                  |                                         |                       |     |
| 58 | 16 | "Furball" "A Fissura" (BR)                                        | Stacy Muhammad   | Matt K. Turner & Darika Fuhrmann        | 2 de junho de 2023    | ASD |
| Michaela e Jared desfrutam um momento de paz juntos no deck da casa de Tarik. Os dois se beijam. De volta ao centro de detenção, Ben se culpa por injetar o soro em Angelina e tirar seus chamados. Vance tenta mantê-lo equilibrado enquanto ele também luta contra Zimmer por transferir o corpo de Daly para o laboratório de Gupta. Enquanto isso, Cal e Olive voltam para casa com Eden, embora ainda estejam nervosos. Eles não conseguem encontrar o avô e a casa foi virada de cabeça para baixo pelos agentes do Registro. Olive e Eden visitam Ben no Registro, e ele dá a Olive uma mensagem codificada sobre o paradeiro de Steve: 5A, que é uma referência direta ao número do assento de Michaela. Durante a visita, um terremoto atinge o centro de detenção e uma fissura se abre, levando o corpo de Daly e alguns agentes para a lava. O caos se instala no centro, fazendo com que Eden salte impulsivamente através do vidro quebrado para encontrar Ben. Olive a persegue. Por causa do caos perigoso, Zimmer obteve autorização de Washington para decretar um protocolo de isolamento imediato. Todos os funcionários deixarão o interior do prédio e trancarão os passageiros atrás deles. Saanvi é levada por Zimmer. Antes de sair, Vance dá a Ben as chaves do depósito de alimentos e dos pacientes ALNI. As grades são destravadas assim que os passageiros são oficialmente trancados. Olive se reúne com TJ, então ela abraça Ben e o informa em lágrimas sobre o desaparecimento de Eden lá dentro. Eden acaba encontrando-os enquanto procuram por ela. Quinn, um guarda descontente, entra novamente no centro com uma arma, preparado para matar os passageiros. Ele aponta a arma diretamente para o peito de Ben, mas Eden fala com Quinn e ele os deixa sozinhos. Quando Vance dá a notícia sobre Olive e Eden ficarem com Ben no centro de detenção, ele recebe um chamado. Está escuro e ele não consegue respirar. Ele vê cartas de baralho espalhadas e os números 6238. Vance diz a Cal que ele é o único que ainda pode ter chamados e reconhece as cartas como a empresa Every Queen Cooling que atende o centro de detenção. Eles conectam 6238 a uma van específica, um perigoso anti-828er, e vão até sua localização. Michaela sente que não tem um propósito sem os Chamados. Jared abre a porta para um vizinho, que traz para eles um recipiente plástico com comida e compartilha mentiras sobre os passageiros. Michaela sai para correr e o vizinho percebe a pulseira do Registro. Tom, o vizinho, finge um acidente para atrai-la e ataca-lá. Cal bate na cabeça de Tom para tirá-lo de cima de Michaela. Eles verificam dentro de sua van e ele planeja matar os passageiros no centro de detenção com um gás inodoro e venenoso. Michaela se pergunta se os passageiros não podem mais acessar seus chamados, mas Cal pode. Ele se projeta de volta no avião e vê todos os Chamados. |    |                                                                   |                  |                                         |                       |     |
| 59 | 17 | "Threshold" "Limite" (BR)                                         | Bosede Williams  | Matt K. Turner & Darika Fuhrmann        | 2 de junho de 2023    | ASD |
| Mais oito meses se passam, com eles chegando em 1 de maio de 2024. Drea largou o emprego de policial e comprou um prédio decrépito. Ela está grávida. Ben mantém o centro de detenção funcionando, embora um passageiro chamado. Bethany e Thomas levantam questões sobre alimentação. Os tremores estão ficando cada vez piores, e um desses tira a energia do centro. Por estarem em suporte de vida, os pacientes ALNI estão morrendo. Dois dos pacientes ALNI morrem na queda de energia, mas salvam o resto com um gerador. Olive sugere fazer um banner SOS para o mundo exterior ver para obter ajuda com o poder. Ben e Joe também fazem um sinalizador. A bandeira e o sinalizador fazem com que os guardas atirem em Ben e nos outros passageiros no telhado. Jared não quer que Michaela ajude a seguir os chamados na selva depois que seu vizinho Xer tentou matá-la. Cal parece um pouco cansado. Ele volta no 828 e recebe um Chamado de flores roxas e videiras sufocando-o no assento 14F, que eles identificam como o assento de Autumn Cox. Michaela os vê como ripas de janela na casa de Beverly. Jared e Cal entram na casa, onde a família Stone estava morando, para encontrar Angelina e os passageiros. Cal a confronta, tenta convencê-lo a trabalhar com ela. Jared fala com Autumn sobre seu chamado e, embora ela se recuse a falar com ele, ele tira uma foto de uma foto emoldurada de Autumn e sua filha na frente de flores roxas e videiras. Autumn rejeita o convite de Cal para sair com eles, mas Astrid fica pensativa. Vance e Michaela olham para a Creche Starry Saplings da foto de Autumn e percebem que o prédio onde ficava fica a apenas um quarteirão do centro de detenção e atualmente é propriedade da Mikami Inc. Drea, contrata um cara aleatório para ajudar a perfurar a parede do prédio, mas percebendo sua vulnerabilidade como uma mulher grávida e sua bolsa cara, ele rouba sua bolsa e a mantém amarrada e em perigo. Steve quer ver Ben, e Michaela está indo para o prédio de Drea para chegar perto o suficiente do centro de detenção. Cal e Jared encomtram as flores e videiras roxas. Eles correm quando ouvem Drea pedir ajuda. Jared ameaça o criminoso, enquanto Cal a solta e descobre que ela está grávida. Jared fica surpreso. Drea mostra a parede conectada ao centro que ela perfurou secretamente para ajudar a libertar os passageiros. Jared termina de perfurar. Ben e Joe ouvem a perfuração e encontram Cal, Jared e Drea. A energia para os pacientes ALNI foi restaurada e Ben descobre que Cal está recebendo todos os chamados dos passageiros. Michaela chega com Steve e se surpreende com a gravidez de Drea. Ben deixando os passageiros passarem na nova saída do centro de detenção e apresentando-os a Cal. Alguns dos passageiros resolvem ficar e resolver os chamados, enquanto outros optam por deixar o centro de detenção. Cal visita um Marko ainda em coma, mas o passageiro búlgaro estende a mão e agarra o braço de Cal. Cal tem um chamado de pavão, desta vez com duas safiras que se encontram no meio. Ele se lembra do que Angelina lhe disse sobre trabalharem juntos para sobreviver à Data da Morte.                                                        |    |                                                                   |                  |                                         |                       |     |
| 60 | 18 | "Lift/Drag" "A Hipótese" (BR)                                     | Melissa Roxburgh | Ezra W. Nachman & Ryan Martinez         | 2 de junho de 2023    | ASD |
| Faltam dois dias para a Data da Morte e o laboratório de Gupta, onde Saanvi trabalhou sob coação nos últimos oito meses é mostrado. À medida que o vulcão sob Nova York cresce em tamanho, Troy sugere bloquear a frequência ultrabaixa para evitar que entre em erupção. Gupta sugere o uso da Caixa Preta e Saanvi teme que isso acabe com todos os seus dados. Ela convence Troy a sair do laboratório usando a Caixa Preta. Cal se projeta no avião e recebe muitos chamados. Amuta e TJ seguem um chamado. Michaela segue seu próprio chamado. Ela acaba indo ao local onde Zeke trabalhava. Uma mulher a reconhece como a esposa de Zeke e uma passageira do 828. Carlos, o jovem que recebeu o coração de Evie, salvou Michaela e consegue ajuda-lá a fazer o que precisa. Ele também dá a ela o desenho de Gêmeos de Zeke. Como fez uma vez com Zeke, Michaela escreve uma carta para Evie, amarra-a a um balão vermelho e a solta no ar. Ben tem um chamado próprio: um zumbido seguido pelos números 1121. Ele imediatamente começa a trabalhar com Vance no início de um código postal que os leva a um prédio supostamente abandonado com painéis solares no telhado. Ben, Cal e Vance invadem o prédio e encontram uma porta codificada. Ben tenta usar 1121 como código, mas a porta se abre sozinha, revelando Saanvi e Troy do outro lado. Troy se sacrifica aos guardas para que os outros quatro saiam sem serem vistos. Saanvi retorna ao centro de detenção e tenta a teoria de Troy para acordar Marko e os outros pacientes ALNI. Inicialmente não funciona e Saanvi fica triste. Cal se sente culpado e com o coração partido quando descobre que não pode mais acessar os chamados. Ben incentiva os passageiros a passar o que pode ser seu último dia com suas famílias fora do centro de detenção. Mais tarde, Henry Kim dá a Cal uma figura de madeira de um dragão que ele recebeu de seu chamado. Chama-se Shenlong, o rei das tempestades. Enquanto ele busca um significado na estatueta, Ben e Saanvi se beijam novamente. No final, Marko acorda e exclama “kovcheg”. |    |                                                                   |                  |                                         |                       |     |
| 61 | 19 | "Formation" "Formação" (BR)                                       | Melissa Roxburgh | Simran Baidwan & Margaret Easley        | 2 de junho de 2023    |     |
| Um flashback de Michaela e Ben, quando crianças pegando lenha. A mãe deles sugere que eles sejam co-capitães, e Michaela esculpe suas iniciais em uma árvore próxima. Saanvi fica feliz com os pacientes ALNI acordando de seus comas. Ela verifica a câmera no laboratório e vê as primeiras palavras de Marko “kovcheg” ao acordar. Ele desenha um caixão. Cal discute seu chamado de pavão com Olive, admitindo que duas safiras se juntam como uma estrela e considerando que é assim que ele salvará o mundo. Eles imaginam que Cal terá que convencer Angelina a trabalhar com ele. Ele chama Angelina no avião e tenta apelar para ela enquanto suas safiras brilham e se conectam. Ela hesita com a menção da dor que causou, mas acredita que é a escolhida e não de redenção. Olive nota o desenho de Zeke de Gêmeos junto com o desenho do pavão de Cal e a estatueta do dragão. Os três símbolos originais podem conter as respostas para interromper a Data da Morte. Marko identifica secundariamente “kovcheg” como uma arca, o que reforça a percepção de Saanvi de que a estatueta do dragão Shenlong representa o local. Saanvi jogou um pedaço da Arca de Noé, que continha safira, na fissura em Storm King Mountain. Eles chegam a Storm King Mountain, que foi fechada. Olive percebe que a fissura tem o mesmo formato da cicatriz do dragão de Cal. Cal diz que eles devem esperar antes de escavar. Ben e Micaela reparam nas suas iniciais gravadas na mesma árvore de quando eram crianças. Sentados ao redor do fogo, todos refletem sobre o que vão fazer se sobreviverem à Data da Morte. Ben e Saanvi falam sobre seu relacionamento, ambos concordando que não não devem ficar juntos. Todos se abraçam e se despedem. Michaela termina com Jared, dizendo que não quer afastá-lo de sua nova família com Drea. Cal acorda assustado no meio da noite e caminha em direção à fissura. Com a fissura brilhando, sua cicatriz de dragão brilha. Ben percebe que ele saiu da barraca e vai tentar impedir Cal antes que ele se sacrifique na fissura. Cal se despede de seu pai, entra na fissura e as safiras se conectam. De repente, Cal desaparece em um brilho azul que brilha no céu, cm força suficiente para Angelina ver e todos os passageiros verem. |    |                                                                   |                  |                                         |                       |     |
| 62 | 20 | "Final Boarding" "Último Embarque" (BR)                           | Romeo Tirone     | Laura Putney & Jeff Rake                | 2 de junho de 2023    | ASD |
| Todos os passageiros se reúnem na montanha, seguindo o farol de Cal. Enquanto o mundo está acabando, Drea dá à luz uma menina. O vôo 828 reaparece e todos embarcam no avião. Angelina e seu rebanho tentam forçar os outros a irem embora, mas seus poderes falham e Angelina cai. Seguindo uma pista no diário de Al-Zuras, Olive percebe que, para sobreviver à Data da Morte, Ben precisa aliviar seu coração perdoando Angelina pelo assassinato de Grace. Depois que Angelina expressa remorso por matar Grace, Ben salva sua vida e o vôo 828 decola quando uma erupção vulcânica apocalíptica começa. Os passageiros passam por julgamento com Angelina e dez outros virando cinzas por suas más ações. A tentativa altruísta de Eagan de salvar Adrian permite que ambos sobrevivam enquanto Saanvi escapa por pouco de queimar porque ela salvou a vida de Cal equilibrou sua morte do Major. A figura sombria julga que as boas ações dos passageiros são suficientes para inclinar a balança e interromper a erupção. Voando para o brilho, o vôo 828 é enviado de volta no tempo para 7 de abril de 2013, o dia em que o avião desapareceu, dando aos passageiros uma segunda chance. Todos os passageiros perdidos no caminho são ressuscitados, incluindo Cal, que é devolvido à sua infância sem memória dos últimos cinco anos e meio para que possa ter uma vida normal. Os passageiros se reencontram com seus entes queridos, felizes por retornar às vidas e famílias que deixaram para trás, incluindo Ben e Grace, Saanvi e Alex. Embora TJ fique triste ao perceber que a jovem Olive não se lembra dele, ele deixa ela ir. Ele encontra Violet na esteira de bagagens. Michaela rejeita Jared em busca de um novo relacionamento com Zeke, que trabalha como motorista de táxi no aeroporto. Ben promete apresentar Grace a Saanvi, que pode curar a doença de Cal. Jared conhece Drea quando ela chega com Vance para investigar o desaparecimento dos onze passageiros, para a alegria de Ben, mesmo que Vance tenha se esquecido de tudo. A série termina com Michaela e Zeke indo embora e Michaela narrando como ninguém sabia ao certo o que aconteceu no vôo; as pessoas chamaram a ocorrência de impossível ou de milagre, mas ela pode dizer com certeza que mudou tudo para sempre. |    |                                                                   |                  |                                         |                       |     |

## Produção

### Conceito
Manifest foi originalmente uma ideia surgida em 2008, Jeff Rake estava de férias com a família quando teve a ideia da série, enquanto trabalhava com a produção de Cashmere Mafia. Veio do drama recente da NBC, This Is Us, lançado em 2016, o núcleo de dois irmãos como protagonistas na série.
Manifest foi rejeitada por várias emissoras, então ele passou 10 anos desenvolvendo a série e criando várias ideias em mente.
Entrevista no SYFY:
 "Eu pensei no conceito da série pela primeira vez há 10 anos, mas não foi até o voo 370 desaparecer que a série começou a tomar forma.
“E se uma família fosse separada e se reencontrassem da maneira mais maluca possível? Essa ideia inicial me levou a pensar em um avião”, “Eu tive a ideia [de Manifest] por volta de [uma década antes], e ninguém queria produzir”, explicou ele. “Então, sete anos depois, o caso da Malaysian Airlines aconteceu e, de repente, minha ideia maluca pareceu um pouco mais real, um pouco mais relacionável, no contexto da Malaysian Airlines, e de repente, as pessoas se interessaram.”— Jeff Rake, Criador da série

### Desenvolvimento
Em 23 de agosto de 2017, foi anunciado que a NBC havia dado à produção um compromisso de colocar o piloto. O piloto foi escrito por Jeff Rake, que também foi definido como produtor executivo ao lado de Robert Zemeckis e Jack Rapke. Jackie Levine serve como produtora co-executiva. As empresas de produção envolvidas com o piloto incluem a Compari Entertainment e a Warner Bros. Television. Em 23 de janeiro de 2018, foi relatado que a NBC havia dado à produção uma ordem de piloto. Uma semana depois, foi anunciado que David Frankel iria dirigir e produzir o piloto.
Em 10 de maio de 2018, foi anunciado que a NBC havia dado à produção uma ordem de série de 13 episódios. Alguns dias depois, foi anunciado que a série iria estrear no outono de 2018 e iria ao ar às segundas-feiras às 10:00 da noite.

### Escolha do elenco

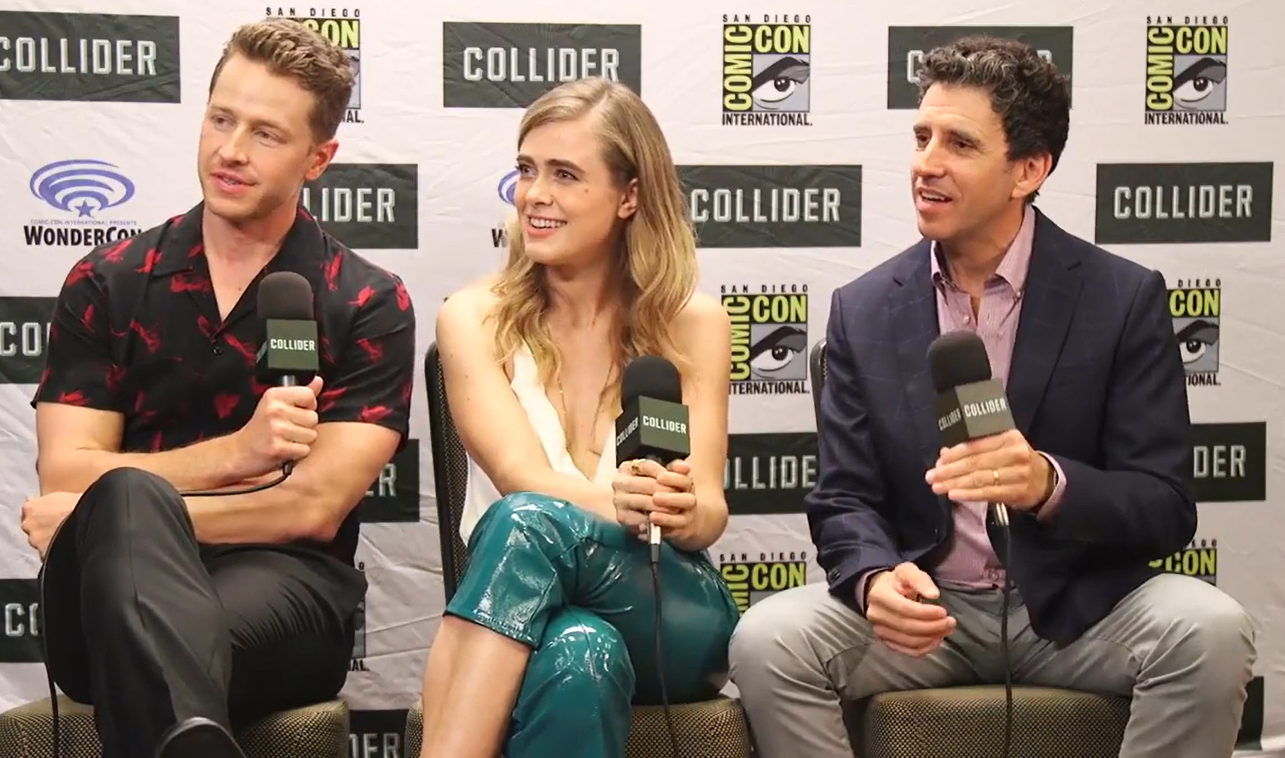
Josh Dallas, Melissa Roxburgh e Jeff Rake na San Diego Comic Con em 2018

Em fevereiro de 2018, foi anunciado que Josh Dallas, Melissa Roxburgh e J.R. Ramirez haviam se juntado ao elenco principal do piloto. Em março de 2018, foi revelado que Athena Karkanis, Parveen Kaur e Luna Blaise tinham sido escalados para papéis principais. Em agosto de 2019, Yasha Jackson, Garrett Wareing, Andrene Ward-Hammond e Ellen Tamaki foram escalados para um papel recorrente na segunda temporada.
Em outubro de 2019, Leah Gibson e Carl Lundstedt foram escalados para funções recorrentes. Em 22 de setembro de 2020, Holly Taylor foi escalada para uma nova personagem regular da terceira temporada. Em 22 de outubro de 2020, Will Peltz foi escalado para um papel recorrente na terceira temporada.

### Cancelamento
Em 14 de junho de 2021, a NBC cancelou a série após três temporadas. Devido ao fim da série e ao fato de que o criador, Jeff Rake, originalmente vendeu Manifest para a NBC com um plano de 6  temporadas, Rake e outros estavam esperançosos de que a série seria escolhida por outra plataforma. Uma possibilidade era a Netflix, onde as duas primeiras temporadas de Manifest estrearam em terceiro lugar e rapidamente subiram para o programa mais assistido no serviço de streaming. Rake twittou em 15 de junho: Estou arrasado com a decisão da NBC de nos cancelar. O fato de termos sido fechados no meio é um soco no estômago, para dizer o mínimo. Esperando encontrar um novo lar. Vocês, fãs, merecem um final para sua história. Em 21 de junho de 2021, a Warner anunciou que as negociações com a Netflix haviam rompido e que eles não procurariam mais um novo lar para a série. Na semana seguinte, Rake acompanhou o status quo em relação à conclusão adequada da série, afirmando que: Estamos tentando encontrar uma maneira de concluir a série. Pode levar uma semana, um mês, um ano. Mas não vamos desistir. Vocês merecem o fim da história.
Em 30 de junho de 2021, a Entertainment Weekly relatou que Rake agora estava procurando uma plataforma que bancaria um filme de 2 horas para  Manifest, que iria direto ao ponto e amarraria todas as pontas soltas do final da terceira temporada. Disse Rake: Há um grande apetite para as pessoas que querem saber qual é o fim da história, o que aconteceu com os passageiros, o que finalmente aconteceu com aquele avião.
No mês seguinte, entretanto, foi noticiado que as negociações foram retomadas entre a Warner Bros. Television e a NBC sobre a renovação da série para uma possível quarta temporada, com a Netflix também participando das discussões de renovação.

### Salvamento e renovação
Em 28 de agosto de 2021, conhecido como o "828 Day" pelos fãs como uma data que se refere a série, a Netflix anunciou que resgatou o programa do cancelamento, encomendando uma quarta e última temporada de 20 episódios que será dividida em várias partes, a plataforma anunciou nas redes sociais com um vídeo dos personagens da série dizendo "828". O criador da série se pronunciou após o salvamento do programa:
“O que começou há anos como um voo da fantasia nas profundezas da minha imaginação, evoluiu para a jornada de motor a jato de uma vida inteira”, disse Rake. “Nunca, em meus sonhos mais loucos, eu poderia imaginar a demonstração mundial de amor e apoio a esta história, seus personagens e a equipe que trabalha tão duro para trazer tudo à vida. Que sejamos capazes de recompensar os fãs com o final que eles merecem me comove sem parar. Em nome do elenco, da equipe, dos escritores, diretores e produtores, obrigado à Netflix, à Warner Bros. e, claro, aos fãs. Vocês fizeram isso."
Dallas e Roxburgh devem retornar, com membros do elenco originais adicionais em negociações para retornar também. Em 9 de setembro de 2021, relatou que Kaur, Blaise, Taylor retornaram como regulares da série ao lado de Dallas, Roxburgh e Ramirez enquanto Karkanis e Messina saíam e Ty Doran foi promovido a regular da série assumindo o papel de Messina como Cal mais velho. Um dia depois, foi anunciado que Daryl Edwards foi promovido a regular na série.
Em 28 de agosto de 2022, novamente no "828 Day", a Netflix lançou um pequeno teaser da primeira parte da última temporada, com novas cenas e um poster anuncinado a data de lançamento para 4 de novembro de 2022, data que na série significa a volta do voo. A segunda parte só deve estrear em 2023.

## Lançamento

### Marketing
Em 13 de maio de 2018, a NBC lançou o primeiro trailer oficial da série. Em 21 de julho de 2018, a série realizou um painel na San Diego Comic-Con em San Diego, Califórnia. Entre os presentes estavam o produtor executivo, Jeff Rake, e os atores Melissa Roxburgh e Josh Dallas. Em 28 de agosto de 2018, os primeiros nove minutos do primeiro episódio foram lançados entre várias saídas digitais. A série foi lançada em 24 de setembro de 2018 e foi ao ar até 10 de junho de 2021 na NBC contando apenas com 42 episódios. A série ganhará mais 20 episódios na Netflix.

### Pré-estreia
A série participou do 12º PaleyFest Fall Television Previews em 10 de setembro de 2018, que apresentou uma exibição prévia da série.

### No Brasil
A emissora de televisão Rede Globo exibiu apenas o começo da série na Tela Quente em 7 de outubro de 2019. A Globo queria novos assinantes para o Globoplay, e para continuar assistindo a série americana, os internautas iriam ter que fazer uma assinatura no serviço de streaming da Globo. Na ocasião, foram exibidos os dois primeiros episódios, no entanto, com cenas fora de ordem em relação as originais e algumas sendo cortadas. Também foram exibidas algumas cenas do terceiro episódio. A cena final deste especial, era a cena final do primeiro episódio.
Voltou a ser exibida pela mesma emissora, mas agora como série, a partir de 7 de abril de 2020, substituindo o programa humorístico Fora de Hora, nas noites de terça. Seu último episódio da primeira temporada foi exibido em 28 de julho de 2020, totalizando 16 episódios, sendo substituído pela reprise de Tapas & Beijos.
A partir de 3 de novembro de 2020, a primeira temporada foi exibida no canal GNT. Os episódios foram exibidos de terça a sexta, com maratona aos sábados. Em 31 de julho de 2021, a primeira e a segunda temporada da série foi lançada no catálogo da HBO Max.

## Recepção

### Resposta da crítica
A série recebeu uma resposta mista dos críticos em sua estreia. No site de agregador de revisões, Rotten Tomatoes, a série possui uma classificação de aprovação de 57%, com uma classificação média de 6,24/10, com base em 37 avaliações. O consenso crítico do site diz: "As tentativas de Manifest de equilibrar mistério sobrenatural e melodrama funcionam em grande parte graças ao seu elenco bem escolhido — embora ele possa usar mais algumas características distintivas". O Metacritic, que usa uma média ponderada, atribuiu à série uma pontuação de 55 em 100, com base em 15 críticos, indicando "críticas mistas ou médias".
Em uma avaliação mais positiva, Kelly Lawler do USA Today explicou como ela sentiu que a simplicidade da série e a variedade de subgêneros dramáticos podem ajudá-la a durar mais do que programas anteriores com temas semelhantes, mas no final das contas sem sucesso. Ela elogiou ainda mais a série por manter o padrão de qualidade estabelecido com seu episódio de estreia, dizendo: "Programas fortemente serializados, como Lost, Breaking Bad ou Game of Thrones, muitas vezes começam com um ótimo conceito e primeiro episódio. Mas muitos programas menores entram em colapso quando a história se expande. Manifest navegou por seu primeiro grande obstáculo movendo-se facilmente da configuração para histórias mais substanciais." Em outra avaliação favorável, Daniel D'Addario da Variety comentou que o piloto não "fingiu ter respostas; apenas levanta questões. Mas sua curiosidade e vontade de ser ousado e bastante pouco cínico, dadas todas as coisas que está tentando ser, é mais do que bem-vindo." Em uma crítica mista, Lorraine Ali do Los Angeles Times observou que a série tinha uma premissa convincente e que os muitos mistérios que introduziu "apontam para uma série potencialmente viciante se Manifest permitir que sua narrativa sobrenatural envolvente se eleve acima dos dramas pessoais menos interessantes de seus personagens." Em uma crítica negativa, Hank Stuever do The Washington Post comparou a série negativamente a outra série de ficção científica da rede, dizendo: "Manifest, infelizmente, em direção à sua ideia mais picante, quando alguns dos passageiros que retornam descobrem que adquiriram poderes psíquicos. Assim, um espectador que poderia estar interessado no elemento humano é servido um prato frio de carne misteriosa — não o novo Lost, mas um débil retrocesso a falhas esquecíveis como The Event." Em uma avaliação igualmente desdenhosa, Margaret Lyons, do The New York Times, comentou que "Manifest tem uma frustrante falta de propulsão, um embotamento central cujo campo de força é tão forte que dobra todas as partes interessantes em sua direção."

## Audiência
Manifest estreou quebrando os recordes, atingiu 10.40 milhões de expectadores e 2.2 na demo, tornando-se a melhor estreia de uma série de drama dos últimos dois anos da NBC, desde o lançamento de This Is Us. O total de espectadores do primeiro episódio de Manifest ficou em 18,4 milhões, alçando a série ao posto de melhor estreia de drama desde o primeiro episódio de Third Watch, que estreou em 23 de setembro de 1999, com total de 20,6 milhões.

#### 1.ª temporada
| №  | Título                        | Exibição original       | Rating/share (18–49) | Audiência (em milhões) | DVR (18–49) | Audiência em DVR (milhões) | Total (18–49) | Audiência total (em milhões) |
| -- | ----------------------------- | ----------------------- | -------------------- | ---------------------- | ----------- | -------------------------- | ------------- | ---------------------------- |
| 1  | "Pilot"                       | 24 de setembro de 2018  | 2.2/9                | 10.40                  | 2.0         | 7.99                       | 4.2           | 18.40                        |
| 2  | "Reentry"                     | 1 de outubro de 2018    | 1.8/8                | 8.45                   | 1.8         | 7.51                       | 3.6           | 15.96                        |
| 3  | "Turbulence"                  | 8 de outubro de 2018    | 1.6/7                | 7.45                   | 1.8         | 7.38                       | 3.4           | 14.85                        |
| 4  | "Unclaimed Baggage"           | 15 de outubro de 2018   | 1.5/7                | 7.46                   | 1.7         | 6.88                       | 3.2           | 14.35                        |
| 5  | "Connecting Flights"          | 22 de outubro de 2018   | 1.4/6                | 7.29                   | 1.6         | 6.34                       | 3.0           | 13.63                        |
| 6  | "Off Radar"                   | 5 de novembro de 2018   | 1.2/5                | 6.28                   | 1.8         | 6.97                       | 3.1           | 13.24                        |
| 7  | "S.N.A.F.U."                  | 12 de novembro de 2018  | 1.1/5                | 6.10                   | 1.6         | 5.81                       | 2.7           | 11.91                        |
| 8  | "Point of No Return"          | 19 de novembro de 2018  | 1.1/5                | 5.56                   | 1.5         | 5.95                       | 2.6           | 11.52                        |
| 9  | "Dead Reckoning"              | 26 de novembro de 2018  | 1.1/5                | 5.97                   | 1.3         | 5.47                       | 2.4           | 11.44                        |
| 10 | "Crosswinds"                  | 7 de janeiro de 2019    | 1.1/5                | 5.84                   | 1.5         | 5.74                       | 2.6           | 11.58                        |
| 11 | "Contrails"                   | 14 de janeiro de 2019   | 0.9/5                | 5.46                   | 1.5         | 5.54                       | 2.4           | 11.00                        |
| 12 | "Vanishing Point"             | 21 de janeiro de 2019   | 1.0/5                | 5.37                   | 1.3         | 5.37                       | 2.3           | 10.74                        |
| 13 | "Cleared for Approach"        | 28 de janeiro de 2019   | 1.0/5                | 5.54                   | 1.4         | 5.47                       | 2.4           | 11.01                        |
| 14 | "Upgrade"                     | 4 de fevereiro de 2019  | 0.9/4                | 5.26                   | 1.3         | 5.36                       | 2.2           | 10.56                        |
| 15 | "Hard Landing"                | 11 de fevereiro de 2019 | 1.1/5                | 6.00                   | 1.2         | 5.13                       | 2.3           | 11.13                        |
| 16 | "Estimated Time of Departure" | 18 de fevereiro de 2019 | 1.0/5                | 5.36                   | 1.2         | 4.98                       | 2.2           | 10.34                        |

#### 2.ª temporada
| №  | Título                  | Exibição original       | Rating/share (18–49) | Audiência (em milhões) | DVR (18–49) | Audiência em DVR (milhões) | Total (18–49) | Audiência total (em milhões) |
| -- | ----------------------- | ----------------------- | -------------------- | ---------------------- | ----------- | -------------------------- | ------------- | ---------------------------- |
| 1  | "Fasten Your Seatbelts" | 6 de janeiro de 2020    | 0.9/5                | 4.73                   | 0.9         | 4.28                       | 1.8           | 9.02                         |
| 2  | "Grounded"              | 13 de janeiro de 2020   | 0.7/3                | 3.49                   | 0.9         | 4.14                       | 1.6           | 7.64                         |
| 3  | "False Horizon"         | 20 de janeiro de 2020   | 0.7/4                | 3.64                   | 0.9         | 4.15                       | 1.6           | 7.79                         |
| 4  | "Black Box"             | 27 de Janeiro de 2020   | 0.6/4                | 3.72                   | 0.9         | 3.91                       | 1.5           | 7.63                         |
| 5  | "Coordinated Flight"    | 3 de fevereiro de 2020  | 0.7                  | 3.55                   | 0.9         | 4.05                       | 1.6           | 7.60                         |
| 6  | "Return Trip"           | 10 de fevereiro de 2020 | 0.6                  | 3.70                   | 0.8         | 3.87                       | 1.4           | 7.57                         |
| 7  | "Emergency Exit"        | 17 de fevereiro de 2020 | 0.6                  | 3.70                   | 0.8         | 3.75                       | 1.4           | 7.45                         |
| 8  | "Carry On"              | 2 de março de 2020      | 0.7                  | 3.64                   | 0.8         | 3.73                       | 1.5           | 7.37                         |
| 9  | "Airplane Bottles"      | 9 de março de 2020      | 0.6                  | 3.67                   | 0.7         | 3.47                       | 1.3           | 7.14                         |
| 10 | "Course Deviation"      | 16 de março de 2020     | 0.8                  | 4.29                   | 0.7         | 3.43                       | 1.5           | 7.72                         |
| 11 | "Unaccompanied Minors"  | 23 de março de 2020     | 0.7                  | 4.12                   | 0.8         | 3.62                       | 1.5           | 7.75                         |
| 12 | "Call Sign"             | 30 de março de 2020     | 0.7                  | 4.08                   | 0.9         | 3.75                       | 1.6           | 7.83                         |
| 13 | "Icing Conditions"      | 6 de abril de 2020      | 0.7                  | 4.36                   | 0.7         | 3.20                       | 1.4           | 7.56                         |

#### 3.ª temporada
| № | Título                | Exibição original   | Rating/share (18–49) | Audiência (em milhões) | DVR (18–49)    | Audiência em DVR (milhões) | Total (18–49)  | Audiência total (em milhões) |
| - | --------------------- | ------------------- | -------------------- | ---------------------- | -------------- | -------------------------- | -------------- | ---------------------------- |
| 1 | "Tailfin"             | 1 de abril de 2021  | 0.7                  | 3.99                   | N/A            | N/A                        | N/A            | N/A                          |
| 2 | "Deadhead"            | 8 de abril de 2021  | 0.5                  | 3.15                   | 0.5            | 2.26                       | 1.0            | 5.41                         |
| 3 | "Wingman"             | 15 de abril de 2021 | 0.5                  | 3.32                   | N/A            | N/A                        | N/A            | N/A                          |
| 4 | "Tailspin"            | 22 de abril de 2021 | 0.5                  | 3.21                   | 0.4            | 2.38                       | 0.9            | 5.59                         |
| 5 | "Water Landing"       | 29 de abril de 2021 | 0.5                  | 3.27                   | 0.4            | 1.87                       | 0.9            | 5.14                         |
| 6 | "Graveyard Spiral"    | 29 de abril de 2021 | 0.5                  | 3.21                   | 0.4            | 1.98                       | 0.9            | 5.19                         |
| 7 | "Precious Cargo"      | 6 de maio de 2021   | 0.5                  | 3.05                   | por determinar | por determinar             | por determinar | por determinar               |
| 8 | "Destination Unknown" | 6 de maio de 2021   | 0.5                  | 2.85                   | por determinar | por determinar             | por determinar | por determinar               |

#### No Brasil
O Globoplay confirmou exclusivamente que a série teve um dado interessante: a audiência somada da Tela Quente registrou 47,5 milhões de espectadores que conferiram a trama misteriosa da série. Os dados estão usados em novas campanhas de divulgação da série por todo o Brasil. Isso facilmente qualifica Manifest como um dos maiores produtos da plataforma até agora, ultrapassando inclusive a audiência de The Good Doctor que também foi exibida na TV.
No ar das 23h35 às 0h30, Manifest deu mais do que o dobro do programa mais visto fora da Globo (o Cidade Alerta, da Record, que marcou 10,2 pontos). A série também foi a quarta atração mais sintonizada do dia na Globo, com 41,6% de televisores ligados, atrás somente do Jornal Nacional (43,1%), Fina Estampa (46%) e Big Brother Brasil (48%). A atração foi um estouro de audiência: 21,9 pontos de média na Grande São Paulo.

## Prêmios e indicações
| Ano  | Prêmio        | Categoria                         | Indicado | Resultado | Ref.   |
| ---- | ------------- | --------------------------------- | -------- | --------- | ------ |
| 2019 | Saturn Awards | Melhor série de ficção científica | Manifest | Indicado  | [ 90 ] |
| 2019 | Imagen Awards | Melhor Programa Primetime - Drama | Manifest | Indicado  | [ 91 ] |